# Tullgarns slott
Tullgarns slott är ett kungligt slott vid Tullgarnsviken i Hölö socken, söder om Södertälje i Södermanland. Platsen har anor från 1200-talet. En första slottsliknande anläggning, Stureborgen, byggdes i slutet av 1500-talet. Nuvarande slott uppfördes genom Magnus Julius De la Gardies initiativ och stod klart 1727.
Tullgarns slott och flera av byggnaderna på området är sedan 1935 ett statligt byggnadsminne. Slottet tillhör de elva kungliga slotten i Sverige. Det ägs av Svenska staten och förvaltas av Statens fastighetsverk medan kung Carl XVI Gustaf innehar dispositionsrätten.
Slottet är öppet för allmänheten i samband med guidade visningar.

## Bakgrund
Tullgarn (Tullegarti) nämns tidigast i en bulla från 1262. Namnet "tullgarn" har inget med "tull" att göra utan härleds från tylle, talldunge och "garn" är ett namn för en smal vik. På 1400-talet utgjordes Tullgarn av en by med sex gårdar. Slottets första säkert kända ägare var Tord (Röriksson) Bonde och hans son, riddaren Knut Tordsson Bonde. Han gav det 1408 i morgongåva åt sin fru Margareta Karlsdotter.

## Första slottet

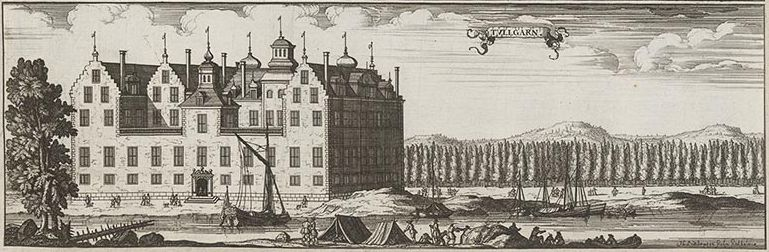
Gamla slottet, Suecia antiqua et hodierna 1686.

Den ursprungliga slottsliknande anläggningen uppfördes på initiativ av Carl Sture. Slottet eller Stureborgen placerades längst ut på en bergig udde i Tullgarnsviken och var uppförd i vasarenässans, troligen omkring år 1600.
I mitten av 1600-talet bestod det av en större huvudbyggnad i tre våningar med två runda och ett fyrkantigt torn. Från huvudbyggnaden fanns det två flyglar. Dessa anslöt sedan till ytterligare en byggnad, vilket medförde att det bildades en borggård i mitten. Slottets exteriör är känd från en avbildning i Sveciaverket efter en förlaga av Erik Dahlbergh år 1686.
Under greve Per Larsson Sparres tid på Tullgarn upprustades slottet och fick bland annat ett nytt tak. År 1685 tillföll Tullgarn Axel Julius De la Gardie och greve Sparre tog med sig allt som kunde föras bort. Det innebar att Axel Julius De la Gardie fick nymöblera slottet. Sedan stod Tullgarns slott tämligen orört och överlevde till och med Rysshärjningarna 1719 tack vare en krigslist av prosten P. Scharff.

## Nuvarande slottet

### 1700-talet

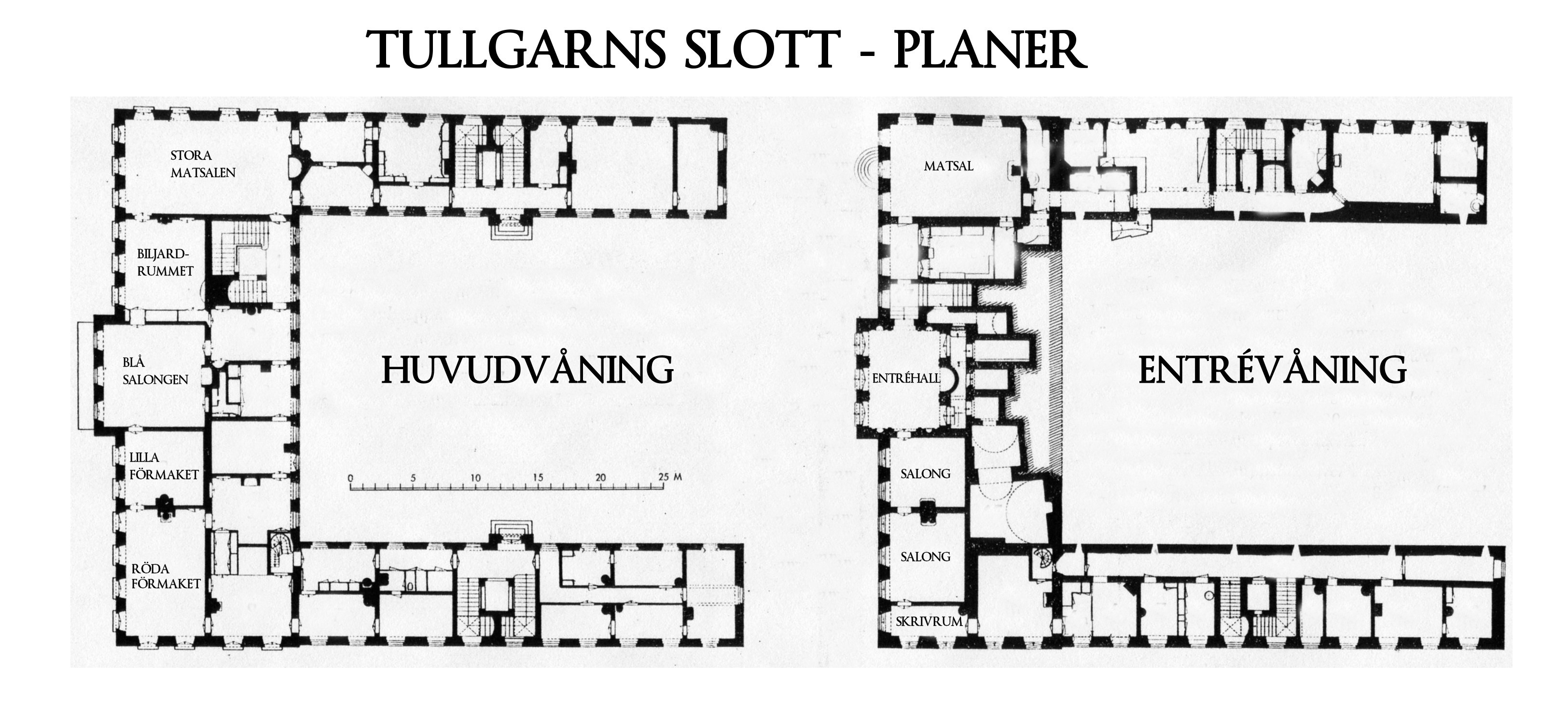
Slottets två huvudplaner, uppmätning från 1930-talet.

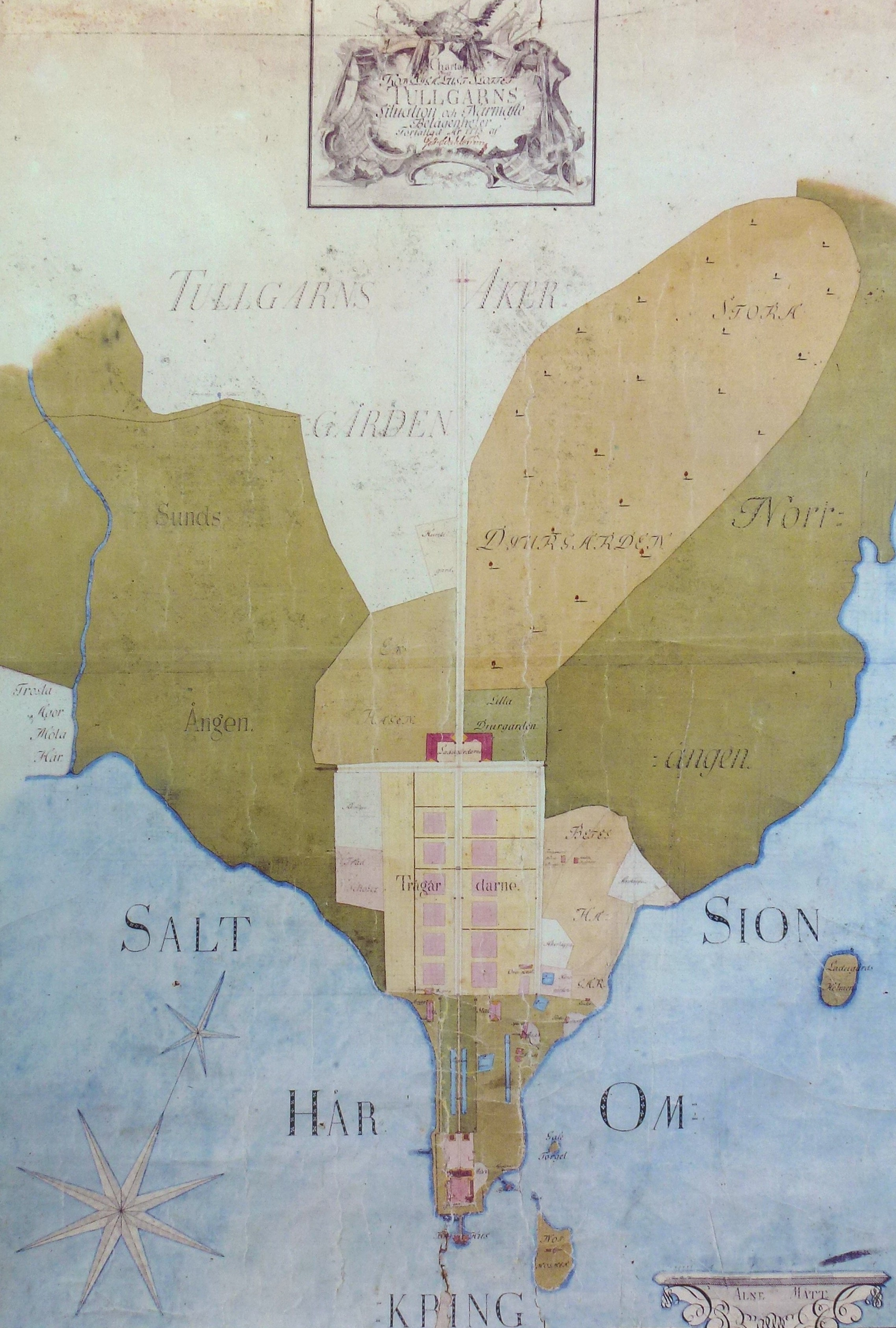
Karta över Tullgarns slott och omgivning, 1773.

År 1713 tillträdde greve Magnus Julius De la Gardie det gamla slottet som han ärvt av sin far Axel Julius. Anläggningen var då omodern och i dåligt skick. Genom sitt gifte med Hedvig Catharina Lillie förfogade Magnus Julius De la Gardie över en betydande förmögenhet, som gav honom möjlighet att låta uppföra ett helt nytt slott. Om det äldre slottet revs fullständigt är inte klarlagt men troligen finns bara några grundmurar och källarutrymmen kvar från den tidigare byggnaden.
Nyare forskning visar att det kan finnas ännu fler byggnadsdelar från Stureborgen bevarade i den nuvarande byggnaden. Exempelvis har de tre byggnadskropparna (huvudbyggnad och flyglarna) sinsemellan olika utförande och teknik i murverken. Flyglarnas längd och breddmått varierar också. Spår i huvudbyggnadens putsskikt samt andra invändiga spår talar för att nuvarande planformen kan ha ett tidigare ursprung.
Vid byggarbetena anlitades en rad framstående Stockholmshantverkare som tillsammans med fortifikationsingenjören och arkitekten Joseph Gabriel Destain uppförde det nya slottet mellan 1720 och 1727. Byggnaden består av en 43 meter lång och 15 meter bred huvuddel. Från den utgår två åtta meter breda flyglar, vilka bildar en öppen borggård mot syd och Tullgarnsviken som är en del av Gälöfjärden. Huvudbyggnaden restes i tre våningar med inredd vind, flyglarna innehåller två våningar på grund av terrängens sluttning. Ursprungligen var taken troligen utförda som säteritak eller brutna tak. Den nuvarande takutformningen med balustrad tillkom vid en ombyggnad kring 1800.
År 1772 inköptes Tullgarns slott av staten och blev ett kungligt lustslott. Tullgarns slott präglas idag av sin nyklassicistiska inredning. Denna tillkom under 1700-talets senare del, då Gustav III:s yngste bror hertig Fredrik Adolf erhöll den kungliga dispositionsrätten för slottet. Fredrik Adolfs inredningar tillhör de finaste gustavianska interiörerna i Sverige. För utformningen svarade bland annat bröderna Louis Masreliez och Jean Baptiste Masreliez, Pehr Ljung samt Ernst Philip Thoman och hovmålaren Anders Hultgren. Bröderna Masreliez arbetade nästan samtidigt med interiörarbeten för Gustav III:s paviljong i Hagaparken.

### 1800-talet
Under Fredrik Adolf höjdes flygelbyggnaderna som då fick flacka tak med balustrader. För denna ombyggnad, som genomfördes i början av 1800-talet, finns en omfattande dokumentation i form av akvareller och teckningar utförda av Anders Hultgren och Ernst Philip Thoman som i kronologisk ordning visar olika byggnadsetapper. De upprättades tydligen som en sorts arbetsrapporter till hertig Fredrik Adolf, som då befann sig utomlands. Den unika bildserien tillhör Stenbockska fideikommissbiblioteket (numera deponerat i Nordiska museet). Fredrik Adolf fick aldrig se det färdiga resultatet i verkligheten. Han dog i december 1803 i Montpellier i Frankrike.

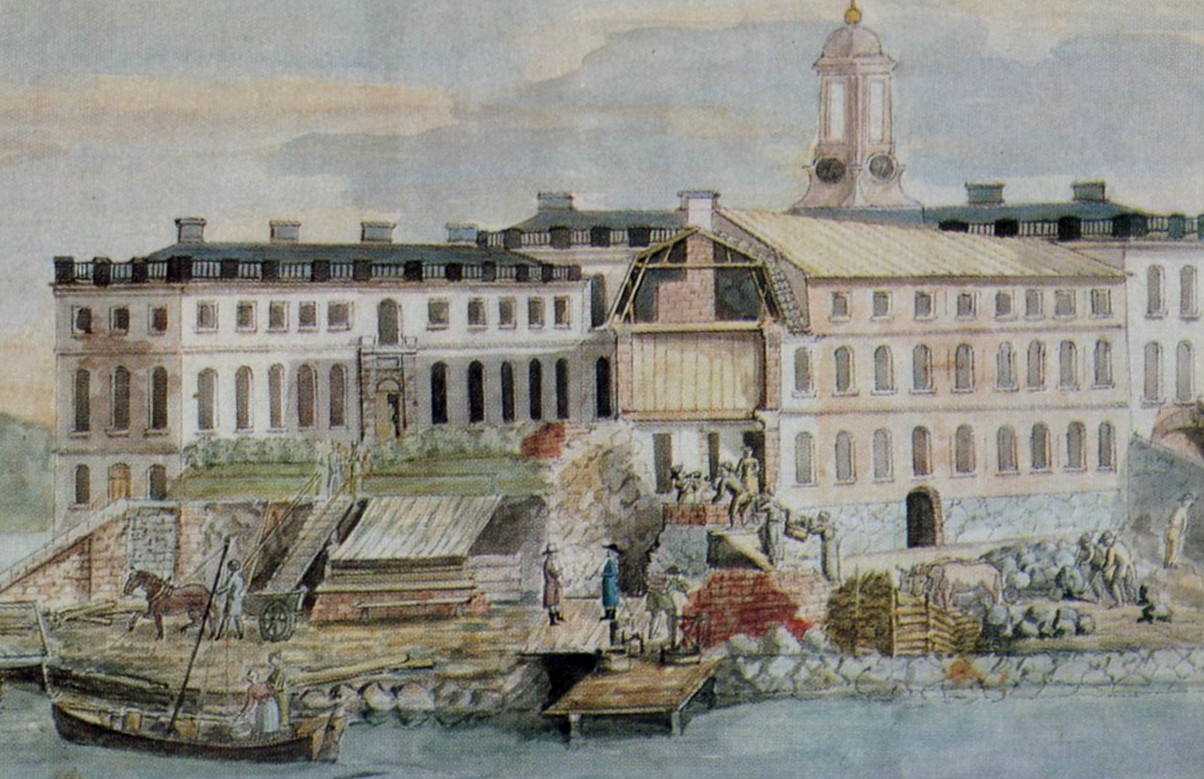
Ombyggnaden i maj 1802
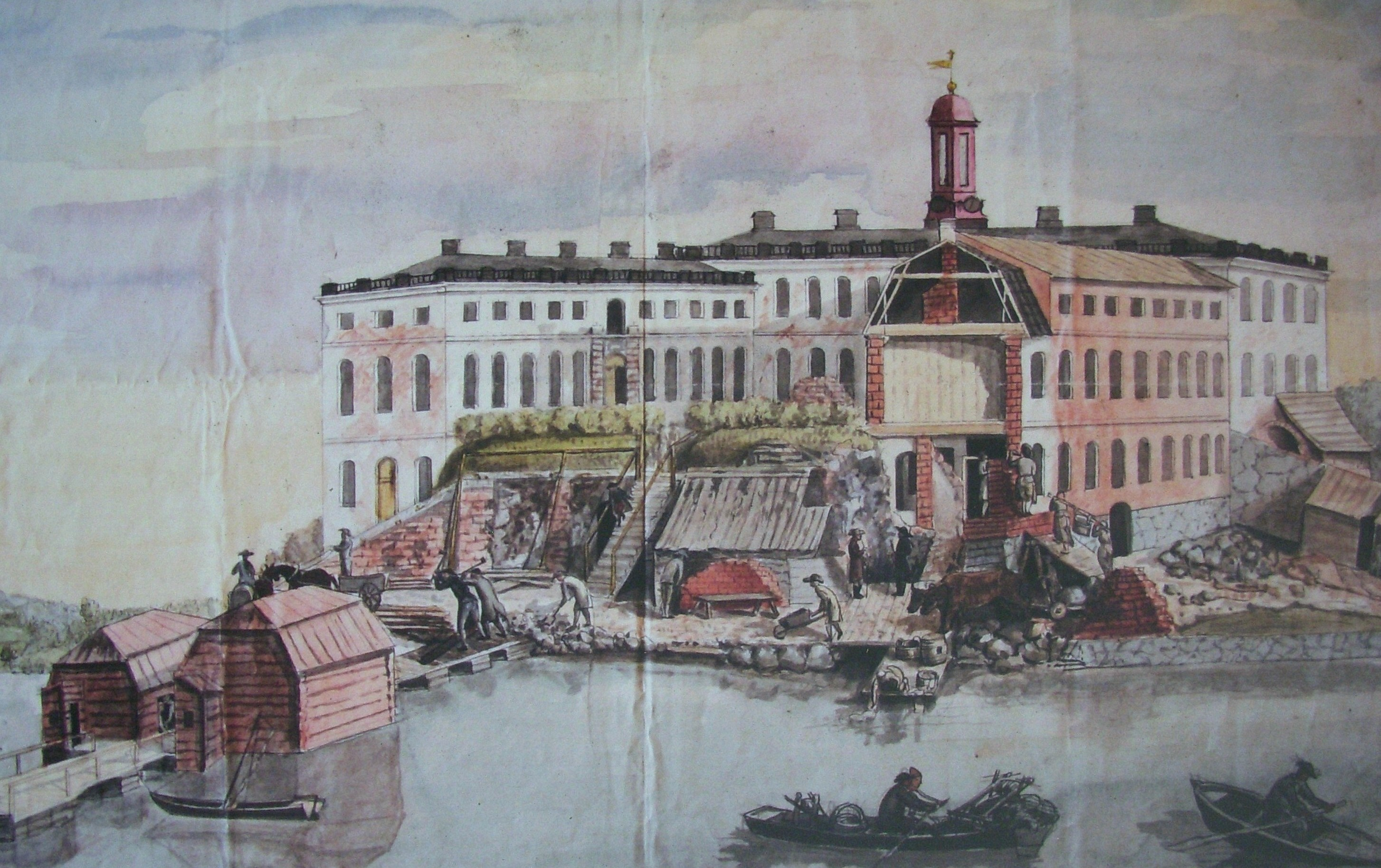
Ombyggnaden 29 maj 1802
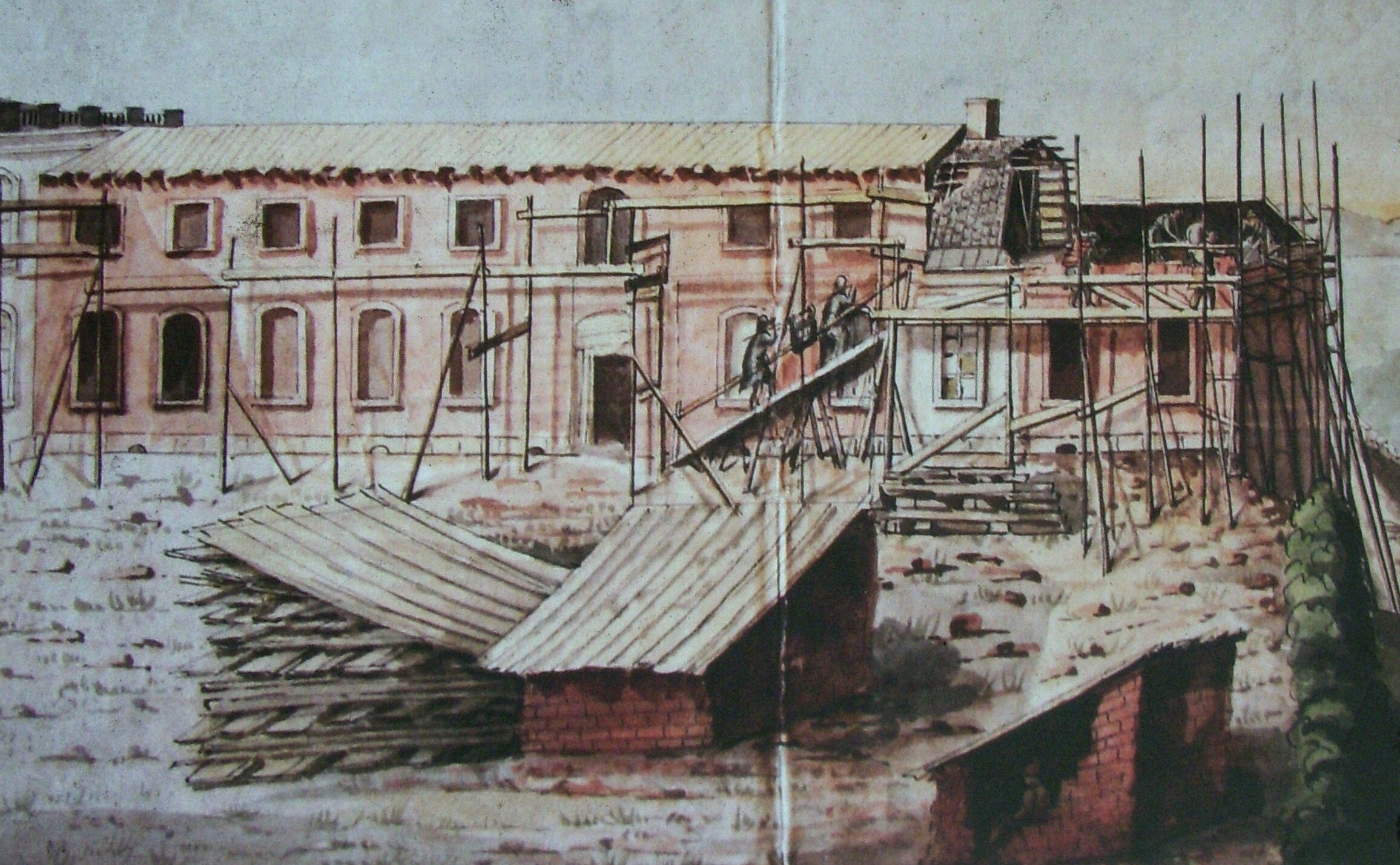
Hösten 1802 eller våren 1803

Efter Fredrik Adolfs död drogs slottet in till kronan och stod tomt till 1805. Hans syster, Sofia Albertina av Sverige, flyttade tillfälligt ut till Tullgarn och 1807 fick hon nyttjanderätten till slottet där hon sedan tillbringade alla somrar fram till sin död 1829. 1818 beslöt Riksdagen att Tullgarn skulle tillfalla kronprins Oscar (sedermera Oscar I) efter Sofia Albertinas död. Åren 1830 till 1859 förfogade Oskar I över slottet och han lät genomföra en pietetsfull renovering. Oscar I lät även nybygga respektive ombygga Stallet vid värdshuset, Orangeriet och Kavaljershuset (det tidigare stallet) med Georg Theodor Chiewitz som arkitekt. Vid stranden på Båtholmen ritade han även bryggan och badhuset. Badhuset ersattes senare av två badhus genom Gustaf V.
Under denna tid vistades kungaparet nästan alla somrar på Tullgarn. Den 3 oktober 1853 drabbades slottet av en eldsvåda som förstörde bland annat taket. Ett minne från Oscar I:s tid är kungens och drottningens sammanflätade namnchiffer över huvudentrén.

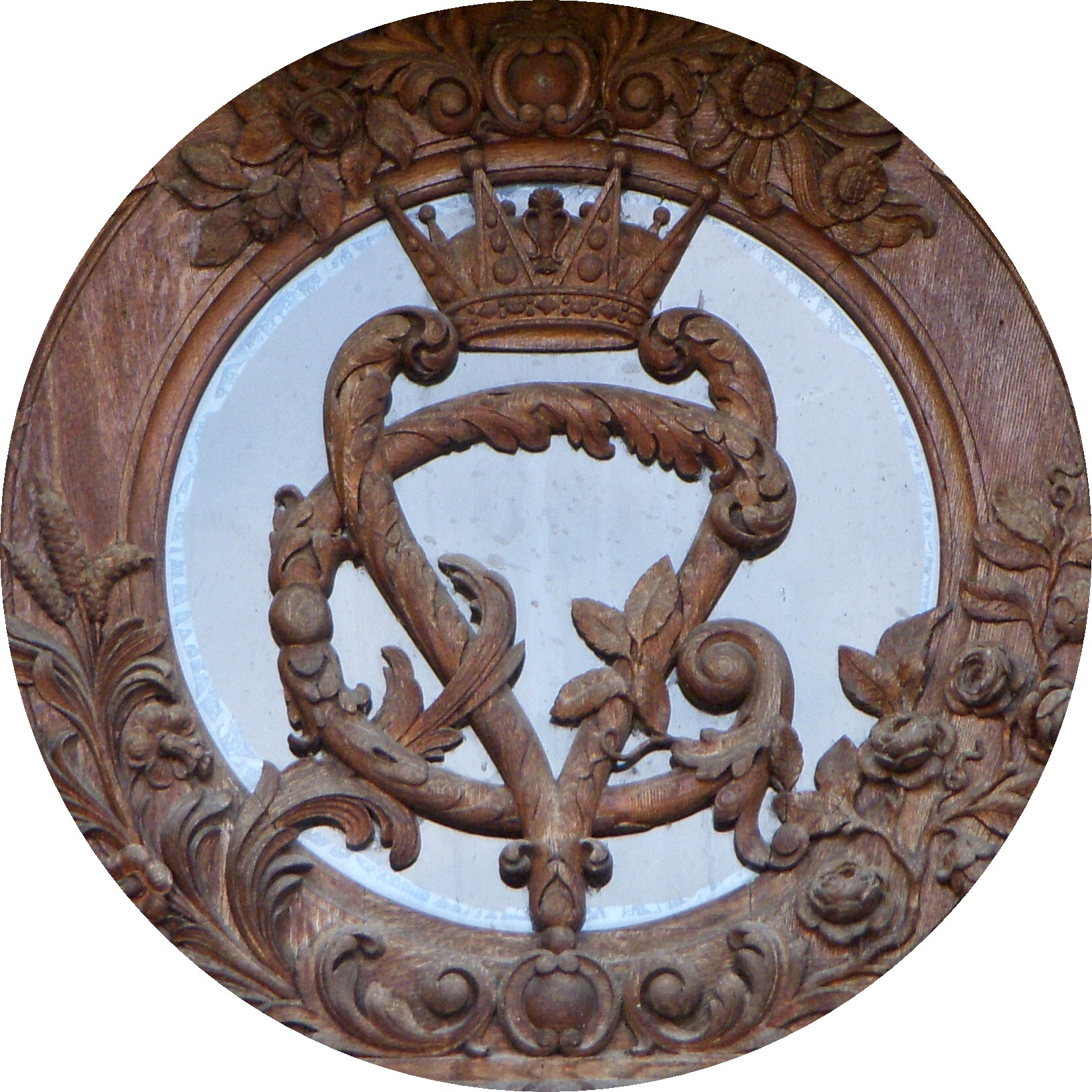
GV över portalen.

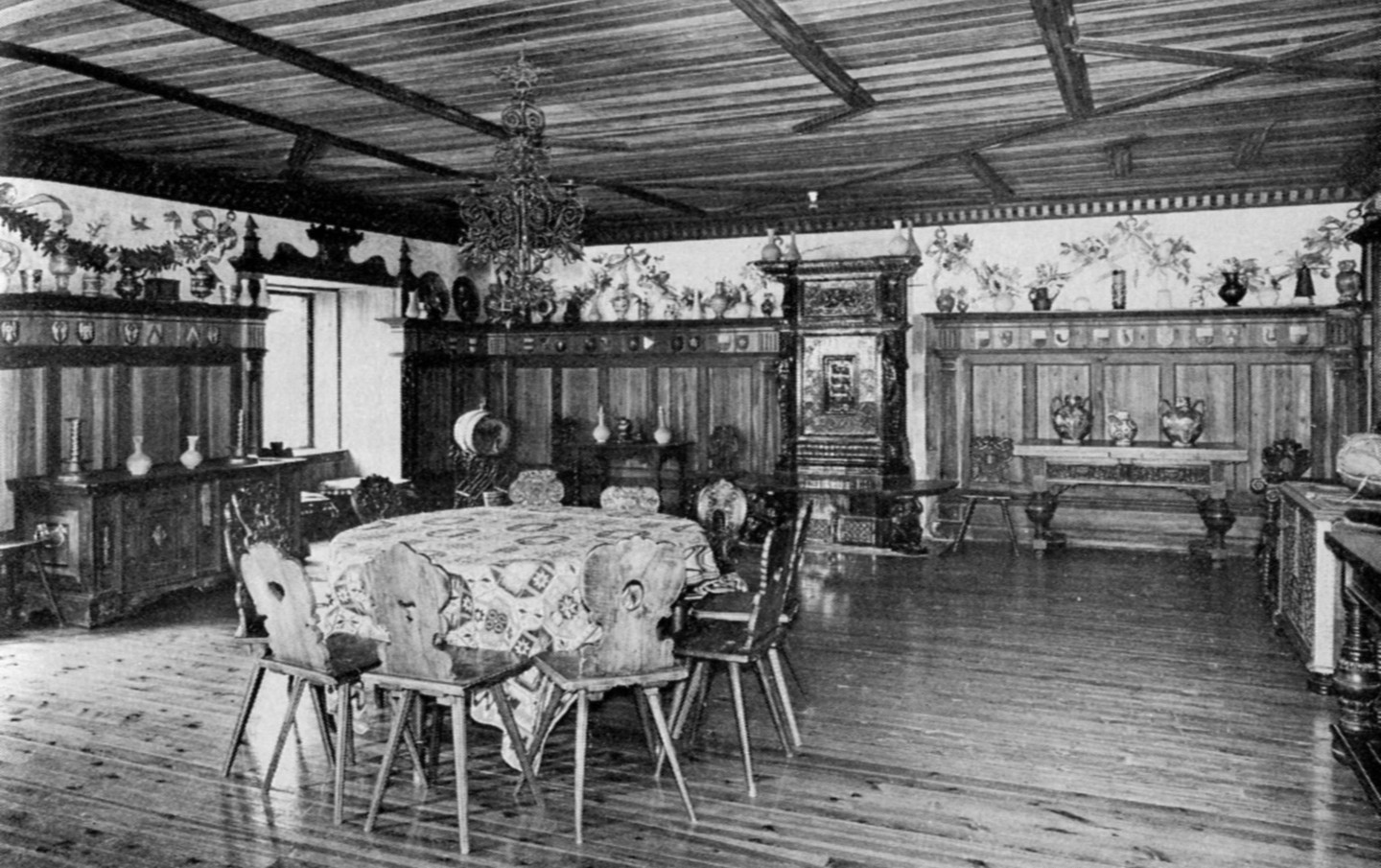
Frukostrummet liknar en "Bierstube".

Under kung Gustaf V och drottning Victoria upplevde Tullgarn en ny blomstringstid när slottet blev deras sommarslott. Redan 1881 överlät Oscar II nyttjanderätten till kronprinsen Gustav, som kallade sig Greven av Tullgarn när han reste utomlands inkognito. I byggnadens inre skedde stora förändringar, men redan vid entrén syns den första förnyelsen; en ny ytterportal av ek med Gustafs och Victorias sammanflätade monogram GV skuret i ek, som uppsattes omkring 1890.
Mycket av dagens inredningar tillkom under Gustaf V:s och drottning Victorias tid, bland annat vestibulen. Väggarna är klädda med handmålat holländskt kakel. Frukostrummet inreddes 1887–1893 som en sydtysk "Bierstube", möjligen för att drottning Victoria kom från Baden i Tyskland. Kungens privata våning lät han inreda i bottenvåningen till höger om vestibulen.

### 1900-talet
Huvudbyggnaden inreddes mer som ett modernt fungerande sommarhem än som ett kungligt lustslott. Den 28 juni 1909 besöktes Tullgarn av Rysslands kejsare Nikolaus II med familj, samma familj som mördades nio år senare. Från Gustaf V:s tid står flera rum i princip helt orörda, medan andra återställdes på 1950-talet till sitt ursprungliga utseende. Sedan 1975 disponeras Tullgarns slott av Carl XVI Gustaf och en våning inrättades för honom.
Som kuriosum kan nämnas att det var i samband med hemfärden från en jakt på Tullgarn i september 1946, som Gustaf V:s chaufför körde med hela jaktsällskapet vid Segeltorp i ett vattenfyllt dike. Platsen fick därefter heta Kungens kurva.

### Interiörbilder

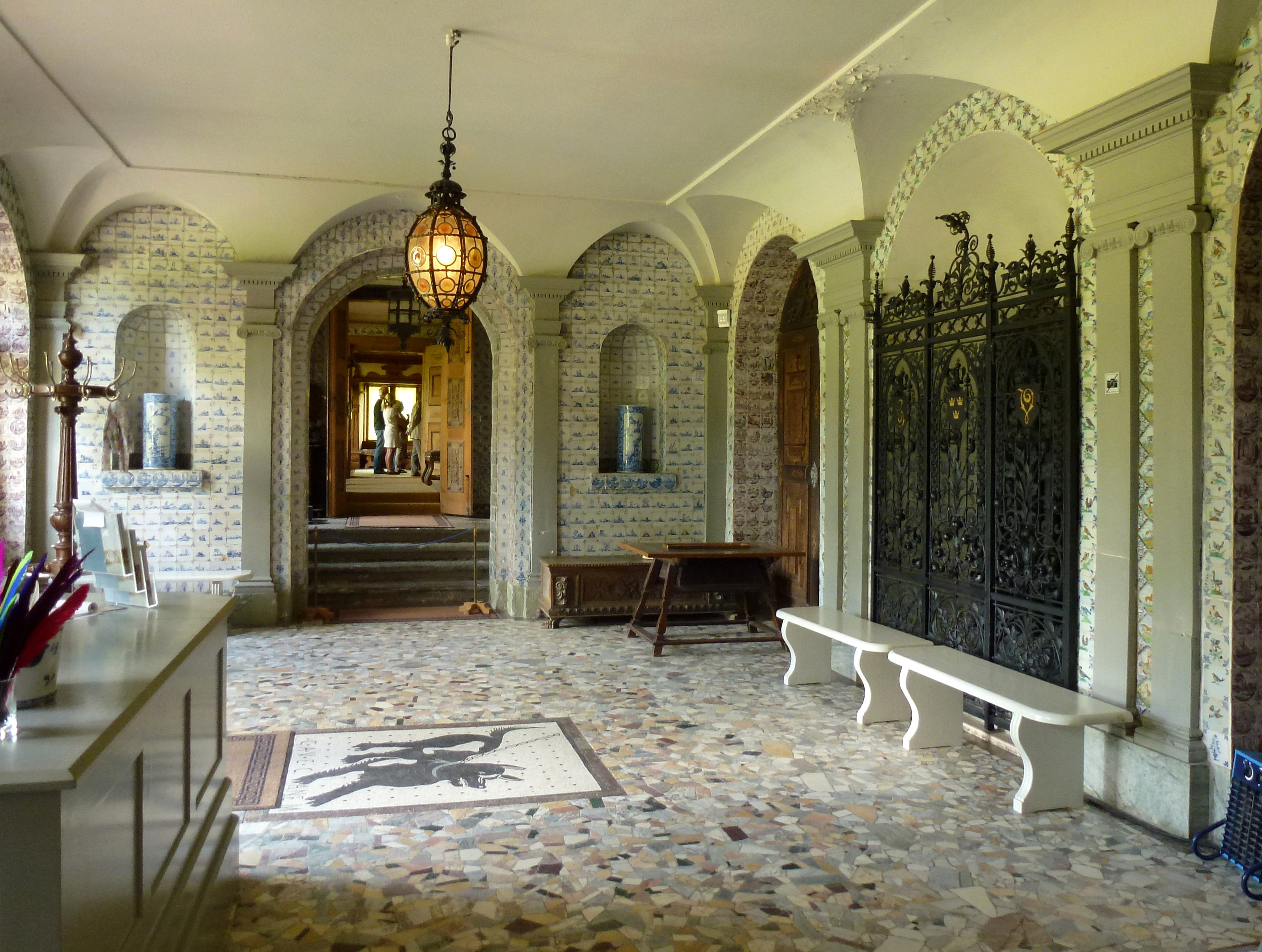
Entréhallen
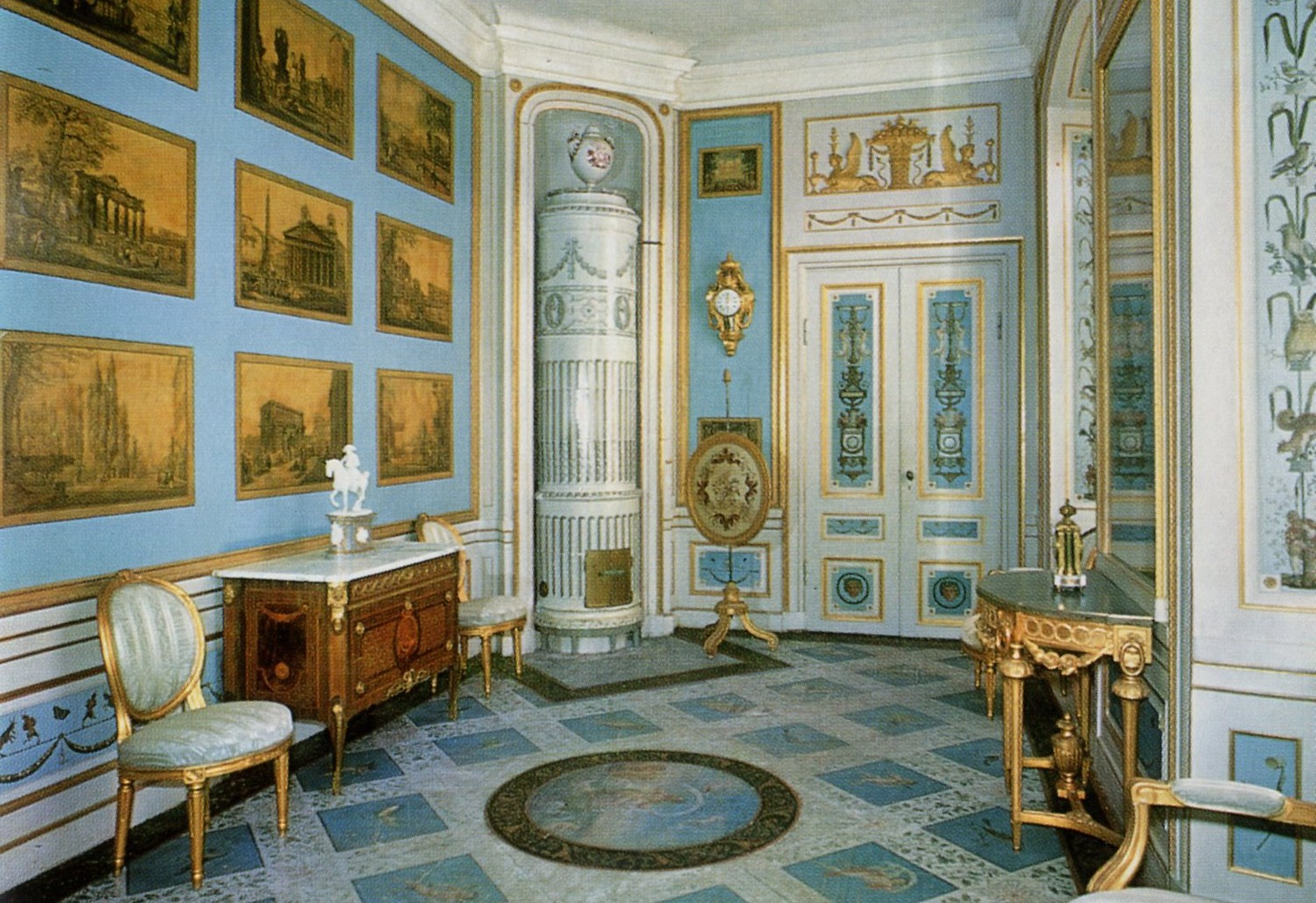
Blå kabinett
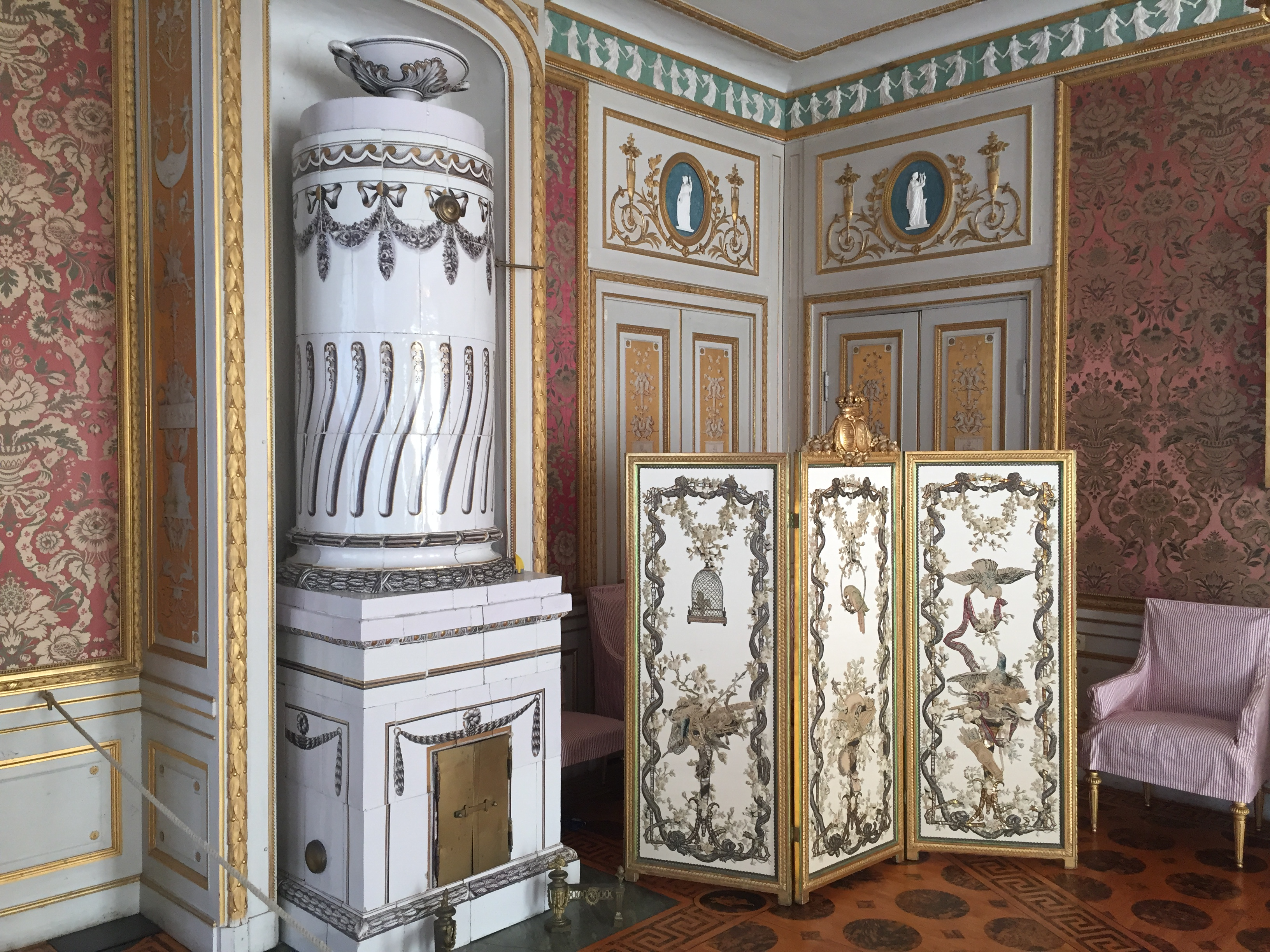
Röda förmaket
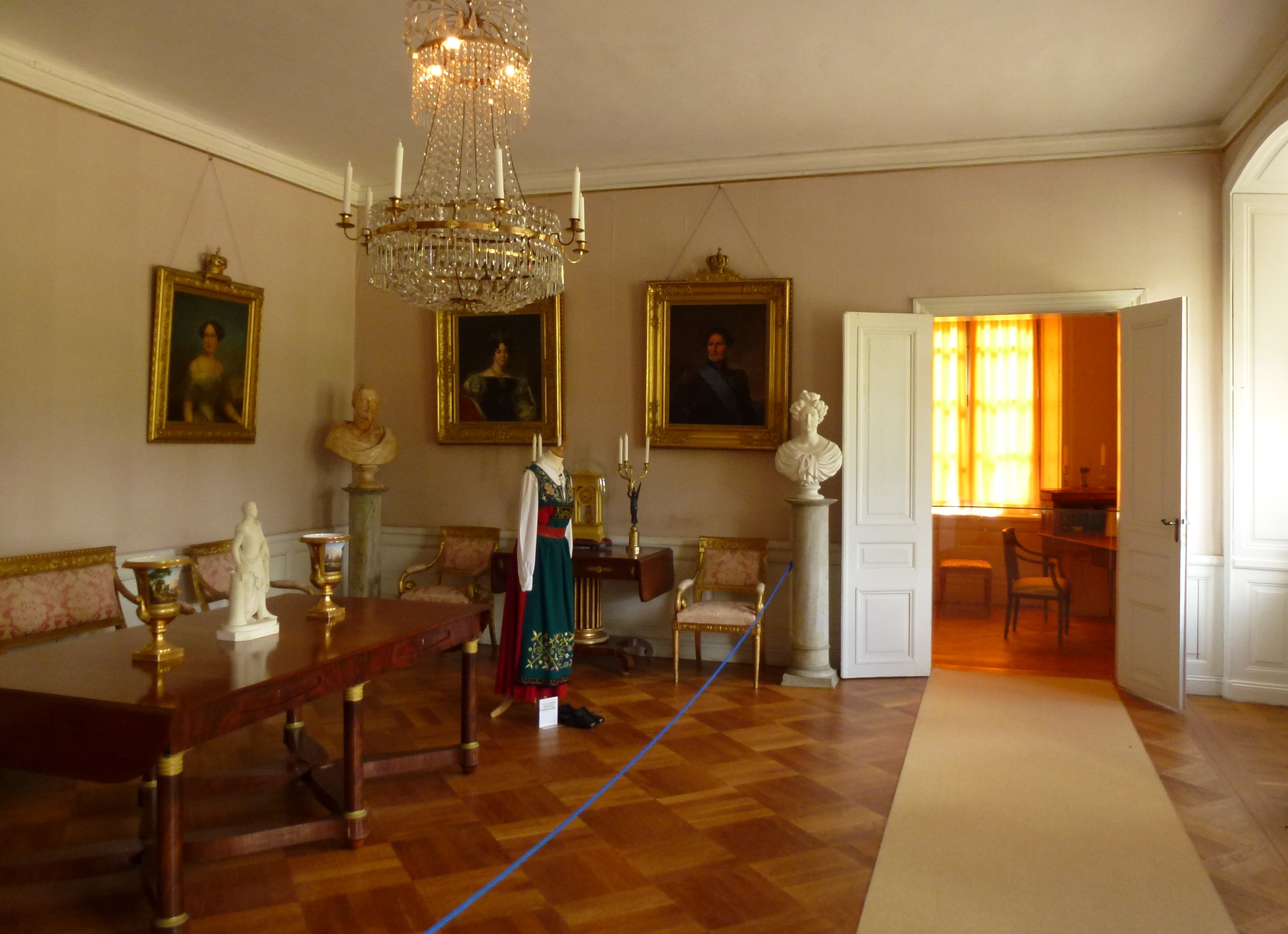
Salong (rökrum)
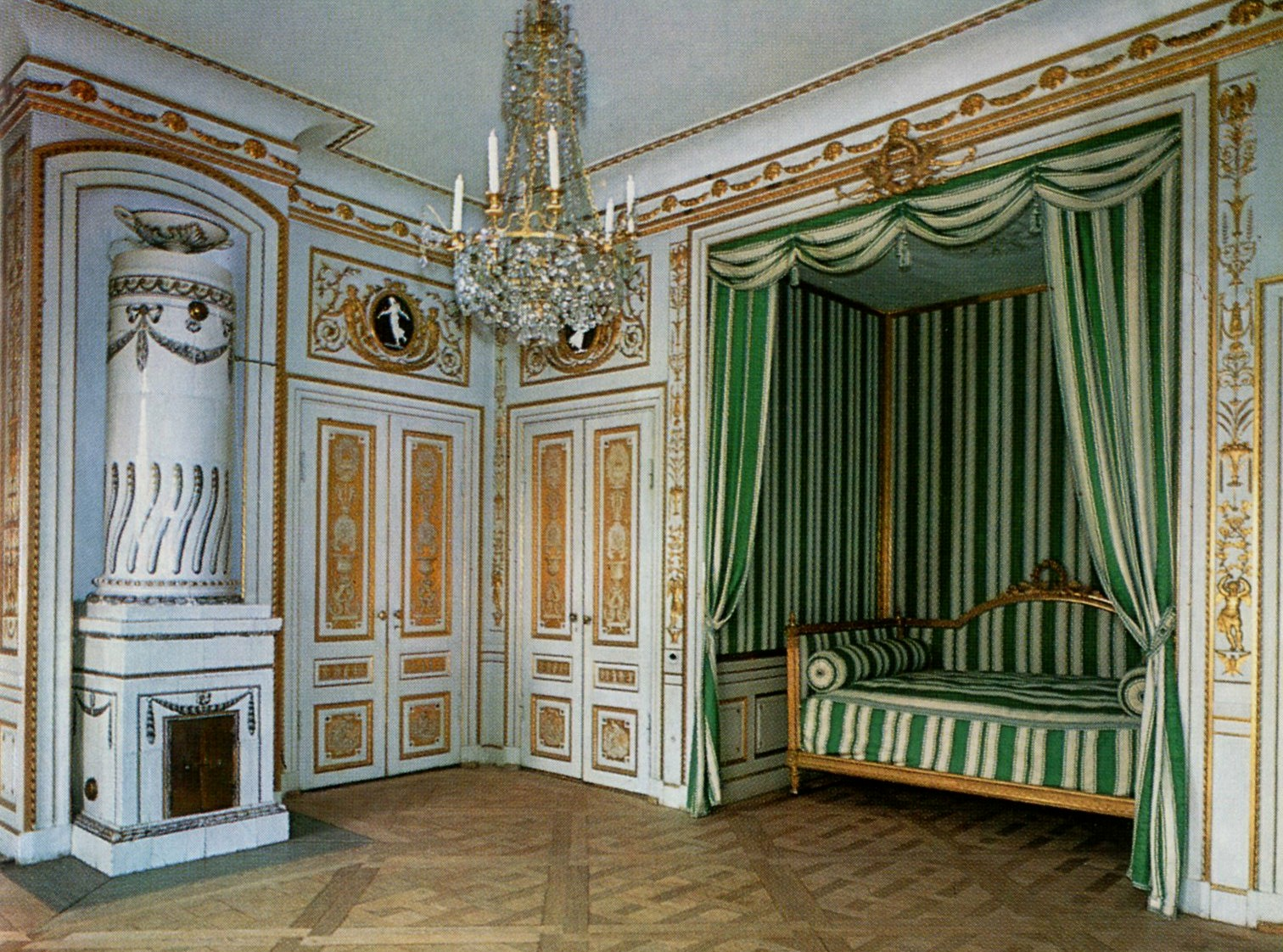
Stora sängkammaren

## Underhåll och renoveringar

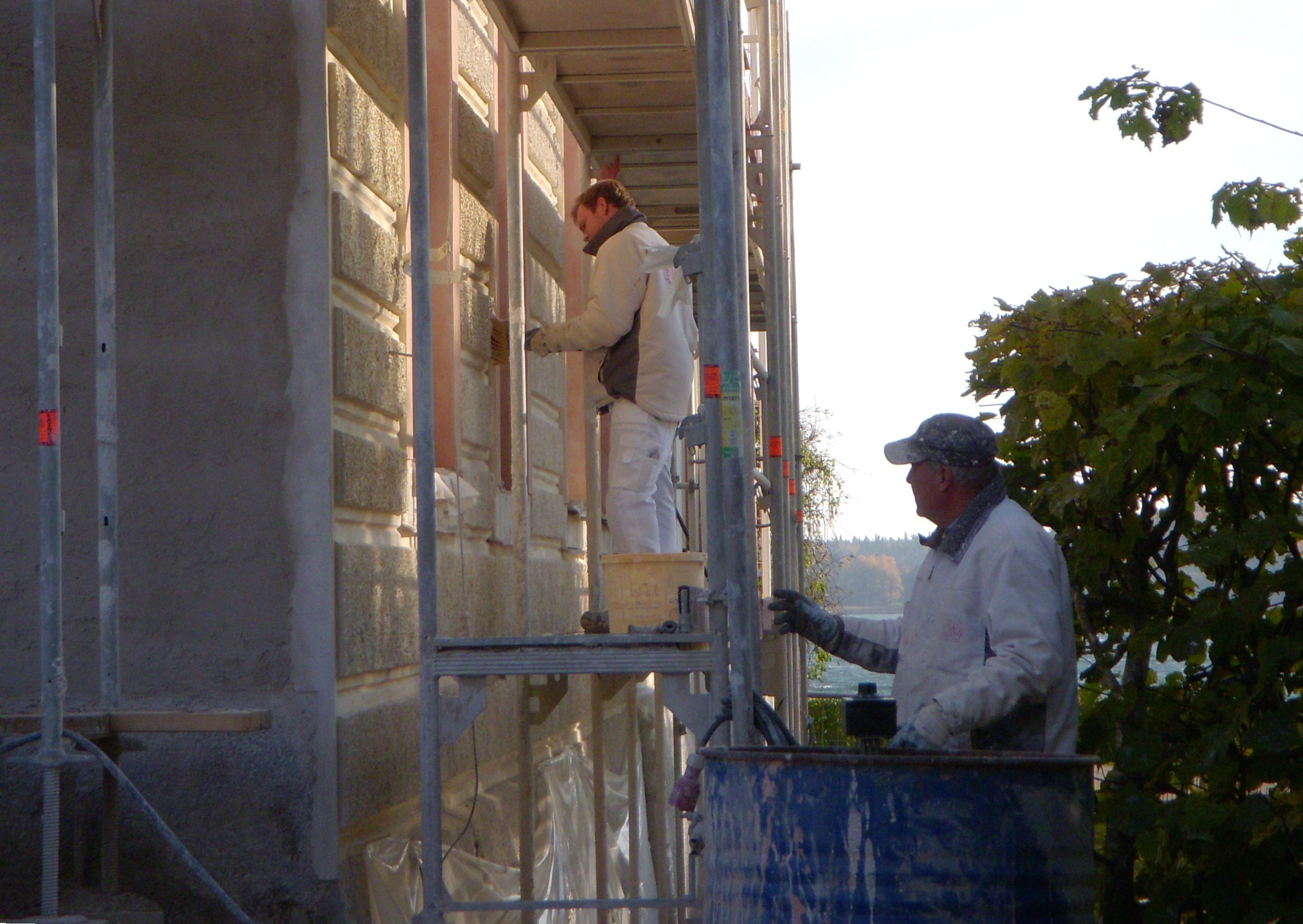
Fasadrenoveringen, 2011.

Under 1950-talet inleddes stora interiöra och exteriöra underhållsarbeten. Flera av rummen som omgestaltades under kung Gustaf V:s och drottning Victorias tid, återställdes till sitt ursprungliga utseende enligt tidens rådande restaureringsideologi.
Åren 2009 till 2011 genomfördes en omfattande fasadrenovering genom Statens fastighetsverk (SFV). Den cementputs som påfördes vid senaste renoveringen på 1950-talet höll inte måttet och har ramlat ner på en del ställen. Fasadrenoveringen omfattade omputsning av den 2 300 m² stora fasaden.
Den nya putsen, som består av kalkbruk, samverkar bättre med slottets tegelmurar. De nyputsade fasaderna avfärgades med kalkfärg och samtliga fönster målades om med linoljefärg. Eftersom arbetena enbart kunde utföras under sommarmånaderna tog hela renoveringen tre år.
Under tidsperioden 2009 till 2011 passade SFV även på att åtgärda de fuktproblem i grunden som slottets ägare i århundraden har kämpat emot. Problemet skapades redan när Stureborgen byggdes på en berghäll längst ute på udden. Nederbördsvatten sökte sig alltid från inre gården ner till flygelbyggnadernas fundament som blev genomblöta. Ett tidigare försök med ny dränering som utfördes på 1950-talet misslyckades. Enligt SFV skall det nu vara torrt, för första gången på 400 år.

## Parken

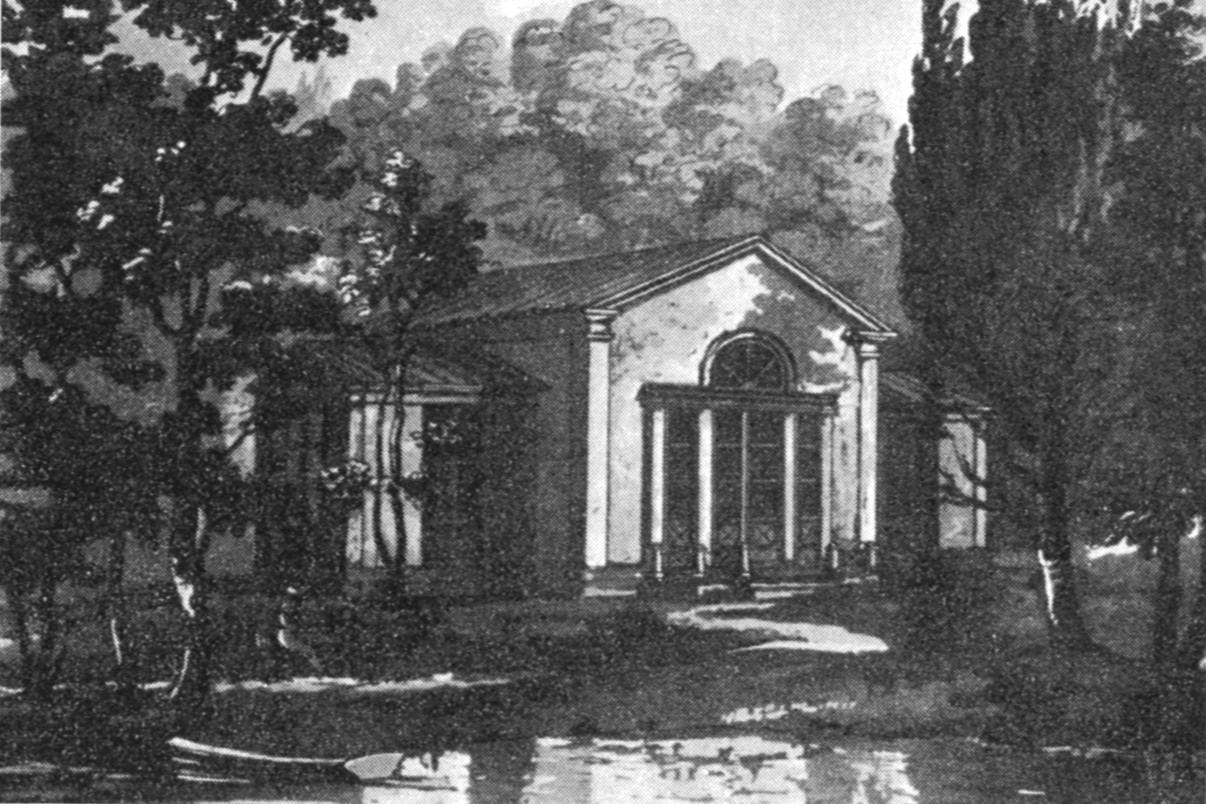
F. Bloms "flyttbara" lusthus 1823.

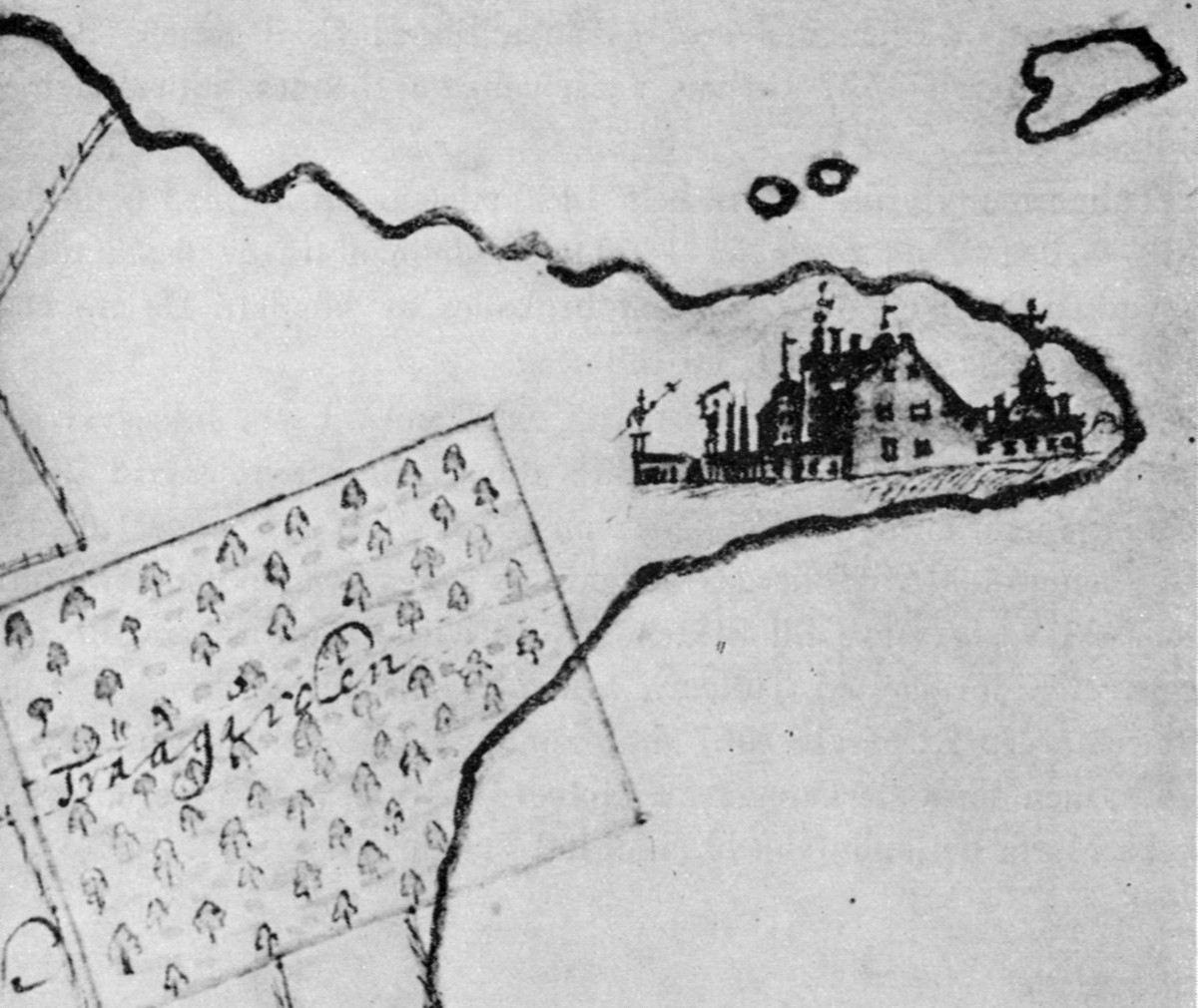
Stureborgen och parken 1682.
Norr är till vänster.

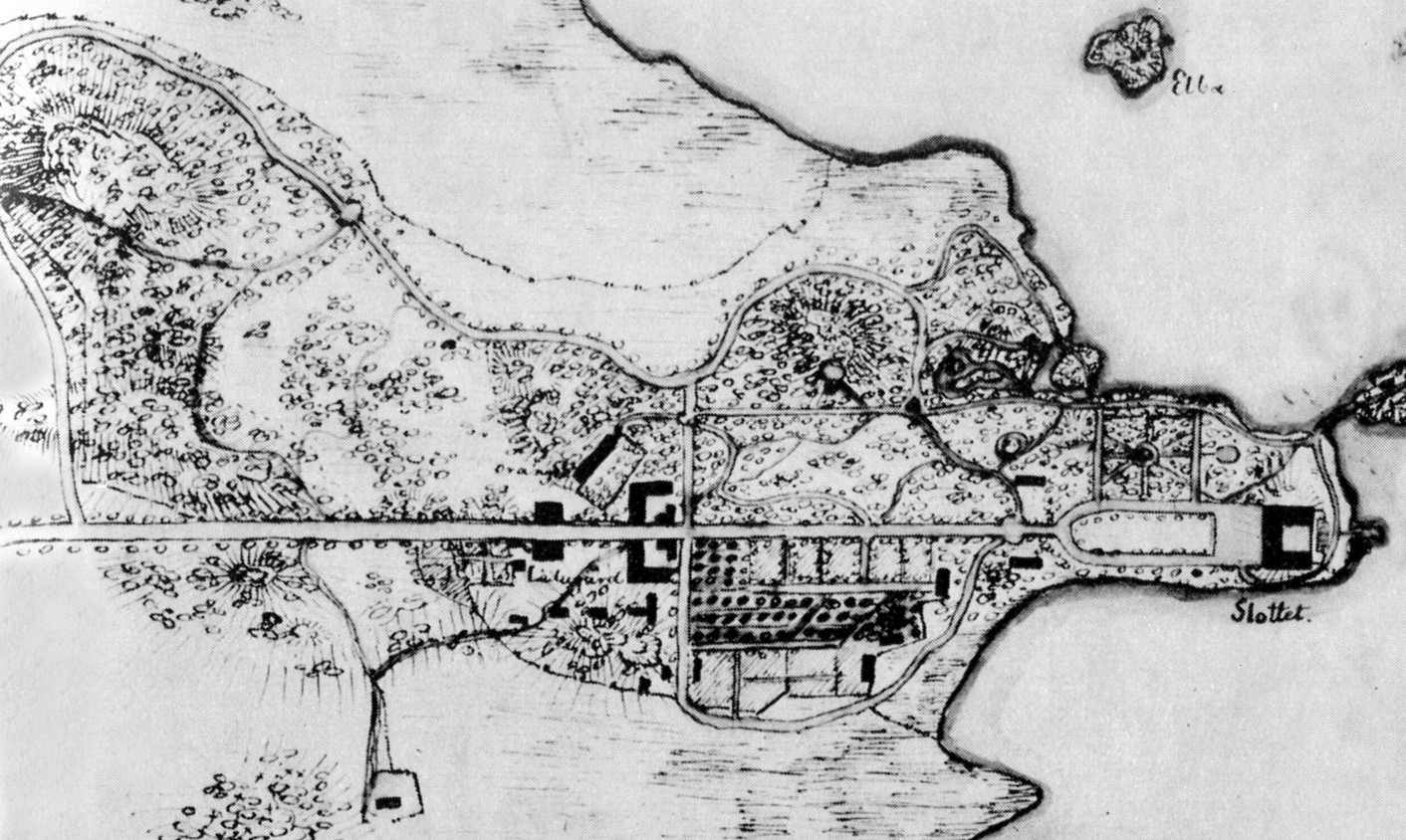
Slottet och parken 1844.

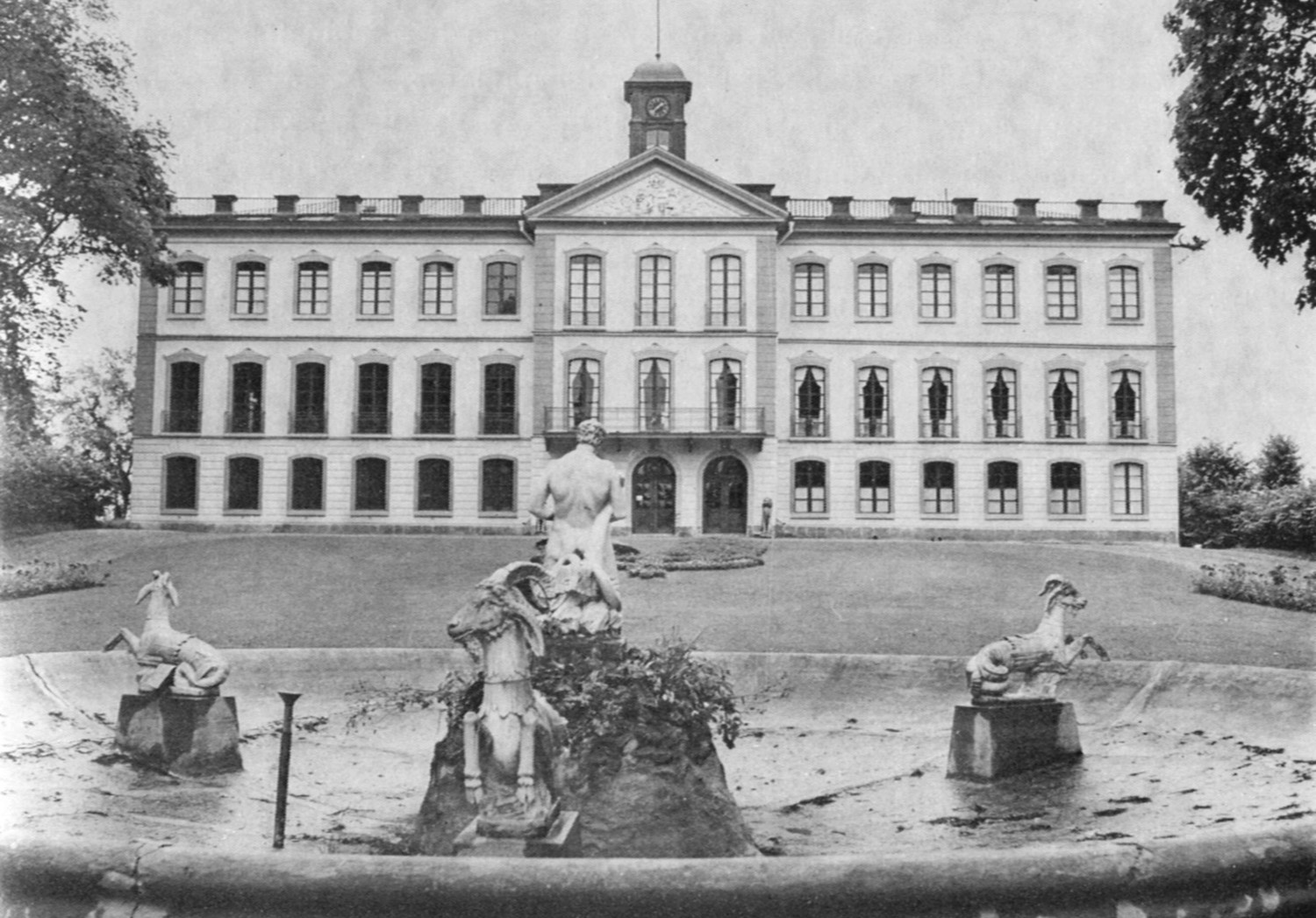
Den 1969 borttagna fontänen.

Den äldsta trädgårdsanläggningen går tillbaka till Stureborgens 1600-tal. Anläggningen hade en rektangulär form och syns på en karta från 1682. Enligt ett inventarium fanns 1701 två trädgårdar som huvudsakligen innehöll nyttoväxter och blommor.
När Magnus Julius De la Gardies nya slott stod färdigt 1727 anlitades trädgårdsarkitekten Carl Hårleman att se över parken. Hårlemans plan kan studeras på en karta från 1773 (se avsnittet “Nuvarande slottet 1700-talet“). Längs en nord-sydlig centralaxel kantad med lindar fanns en mindre trädgård närmast slottet och två avlånga fiskdammar (så kallade ruddammar som innehöll den tåliga fisken ruda). Mitt i anläggningen fanns en större trädgård (“Trädgårdarne”) och längst i norr “Lilla Djurgården”.
Under hertig Fredrik Adolfs tid försvann troligen fiskdammarna men han lät anlägga en barockträdgård med stjärnboskén och lövteatern, strax nordost om slottet och han påbörjade en engelsk park som slutfördes under prinsessan Sofia Albertinas tid. Den engelska parken med kanalsystem, små broar och slingrande vägar omfattade i sitt färdiga skick en areal av 44 tunnland. Det fanns även ett numera försvunnet lusthus vid stranden (uppfört 1820) som var ett av Fredrik Bloms tidigaste "flyttbara hus".
Nästa slottsherre var Oskar I och hustrun drottning Josefina av Leuchtenberg. Båda hade ett stort, dokumenterat trädgårdsintresse. Under deras tid på Tullgarn som varade från 1830 till 1859 skapades mycket av det som fortfarande finns kvar idag. Med hjälp av arkitekt Georg Theodor Chiewitz uppfördes även nya byggnader i parken som Drottning Victorias stall, Oscar I:s orangeri och Kavaljersflygeln. På Båtholmen (tidigare en ö) tillkom en ny brygga med badhus samtidigt borttogs den gamla båtbryggan på slottets sydsida och en rund bassäng för småbåtar anlades. Floran, rundeln bakom Kavaljersflygeln samt rika blomsterrabatter, är delar som tillkom samtliga under första halvan av 1800-talet.
I den av Josefina planterade blomsterrabatten framför slottet lät Gustaf V bygga en fontän som dock togs bort 1969 eftersom den var i dåligt skick. Den inbitne tennisspelande kungen, känd som Mr. G, hade en tennisplan vid slottet. Under det sena 1900-talet har parken genomgått förändringar och 1800-talets rika växtlighet lättades upp och blev mer enhetlig. Samtidigt genomfördes restaureringar av de äldre delarna av parken både med syfte att återskapa delar av 1700-talet men också att ge parken ett modernare formspråk.
Sedan 1996 driver Statens fastighetsverk Tullgarns biologiska dammar i parkens nordöstra del. Enligt verket kan anläggningen kontinuerligt rena avloppsvattnet från 150–200 personer per dag. Det orenade avloppsvatten renas stegvis genom olika biologiska processer. Dammanläggningen är tänkt att vara ett första steg mot en kretsloppsanpassning av hela Tullgarnsområdet.

## Bilder

### Slottet och parken

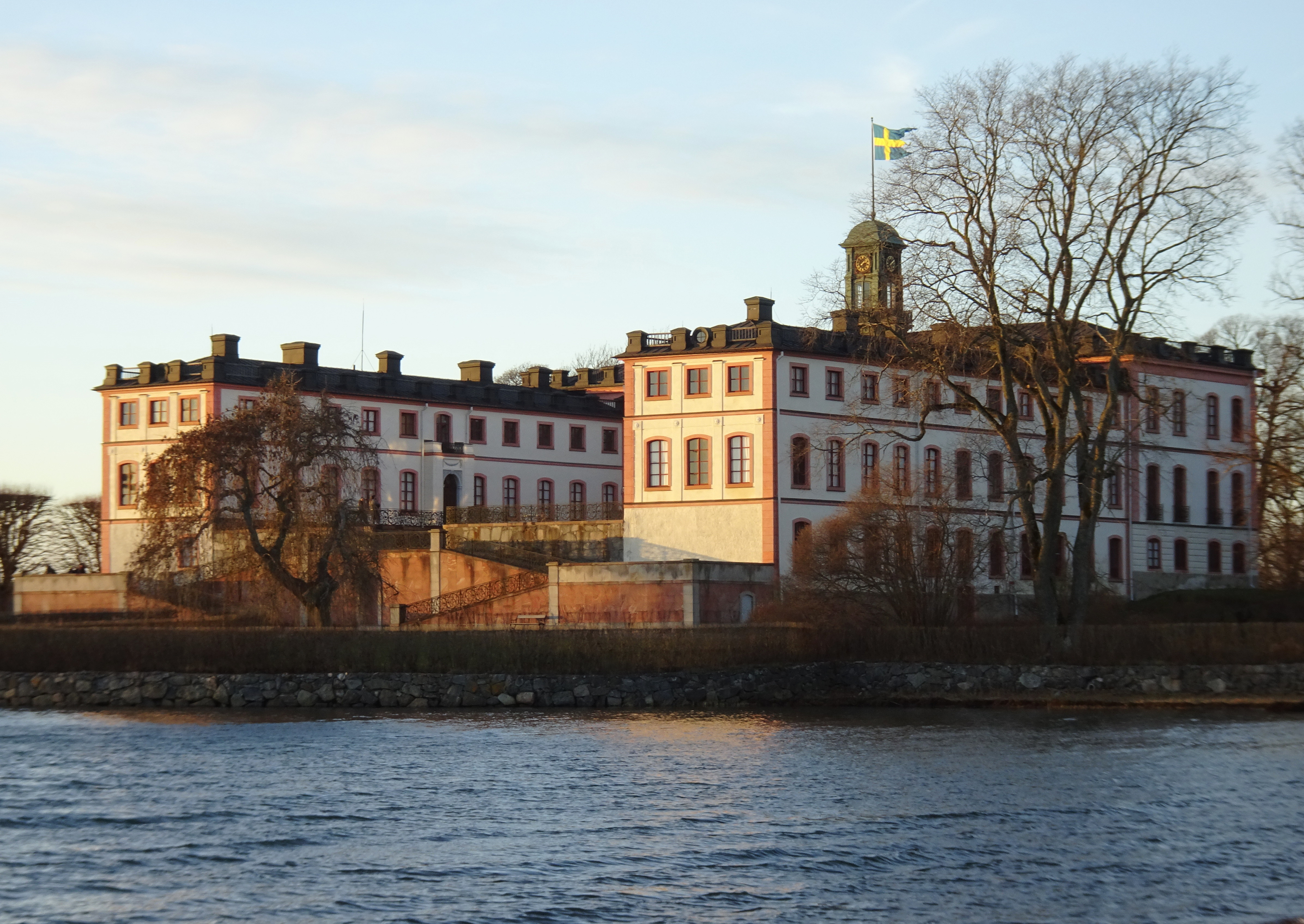
Slottets sjösida, sedd från bryggan
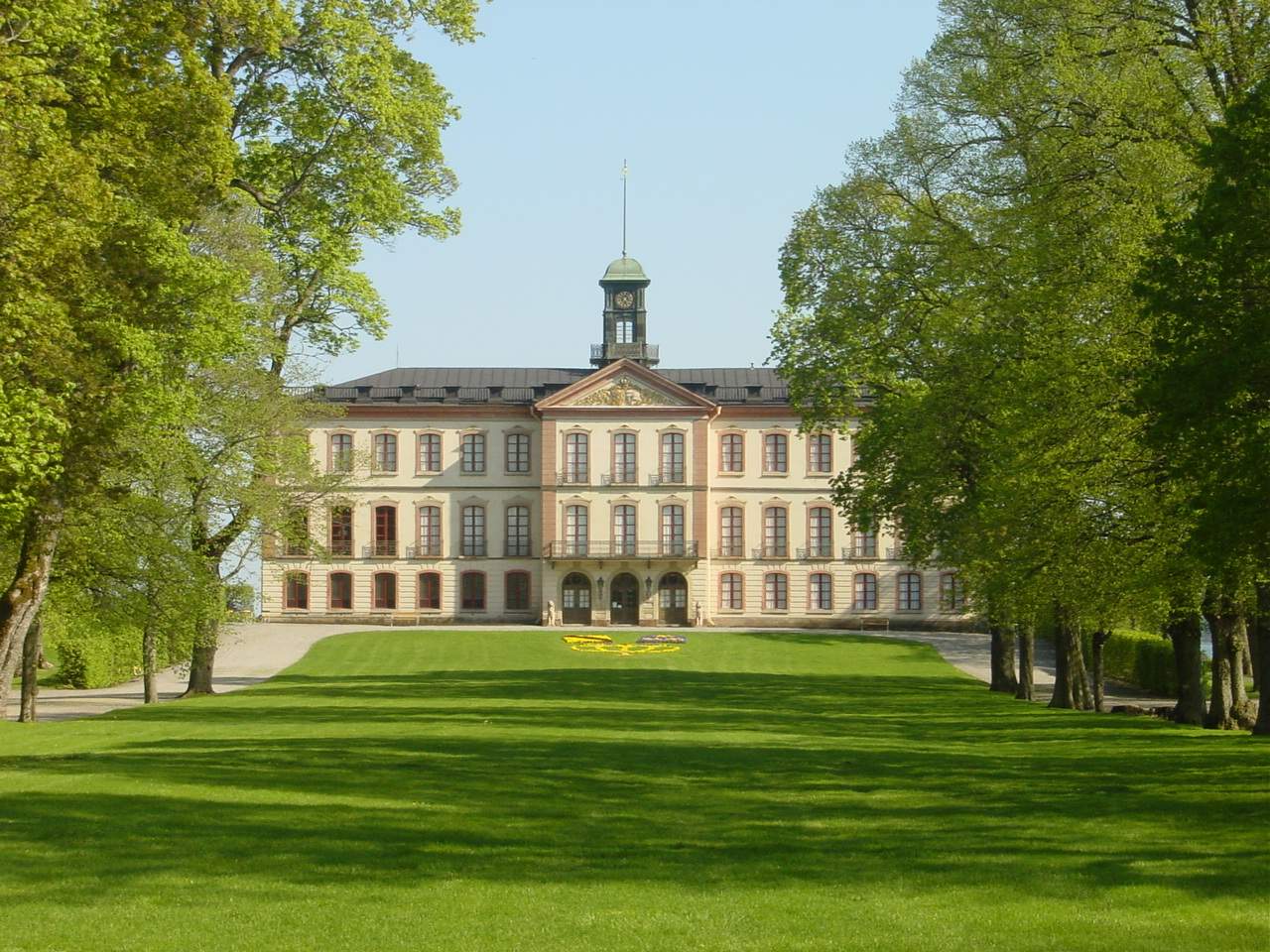
Fasad mot parken
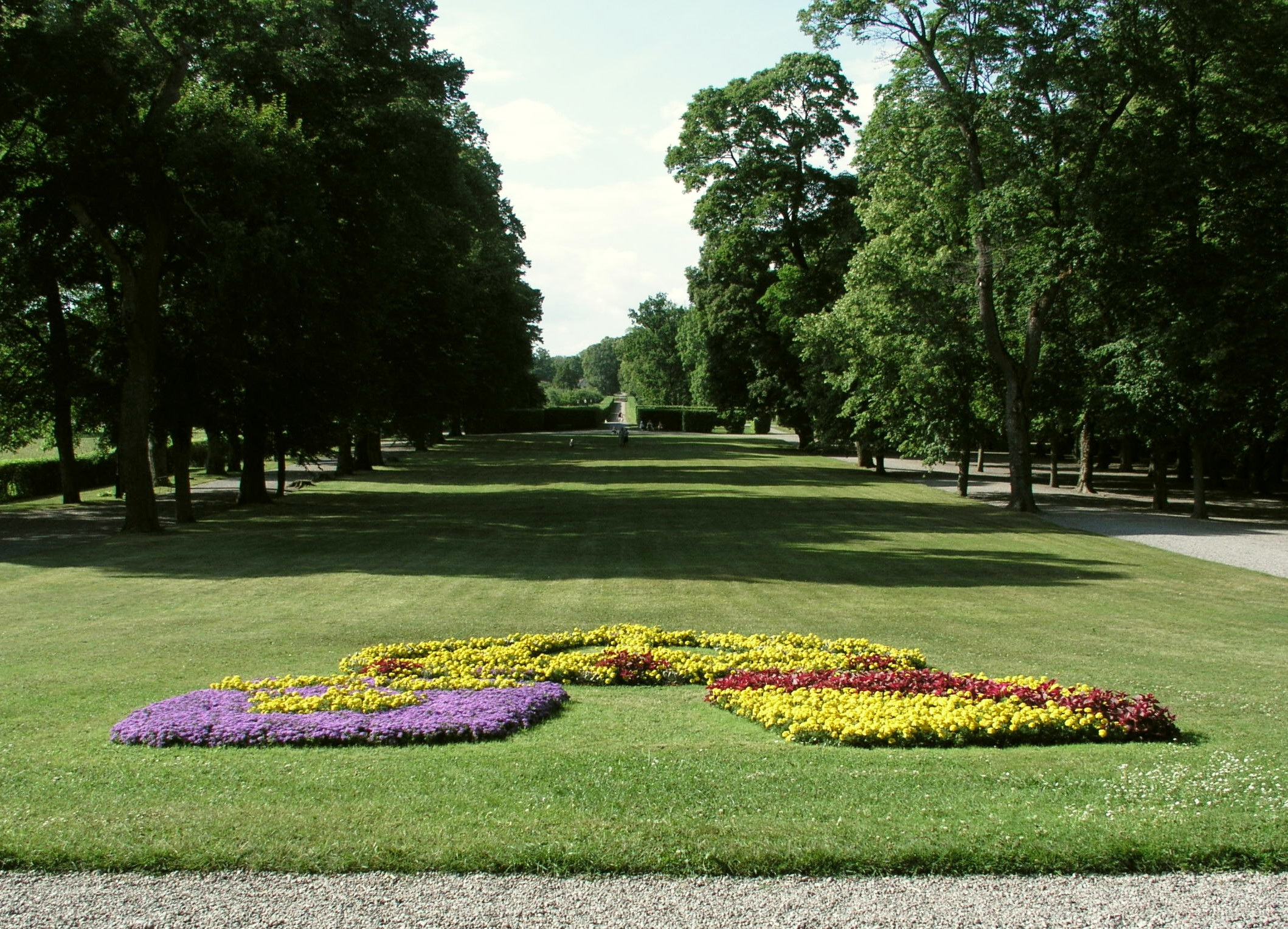
Parken mot norr
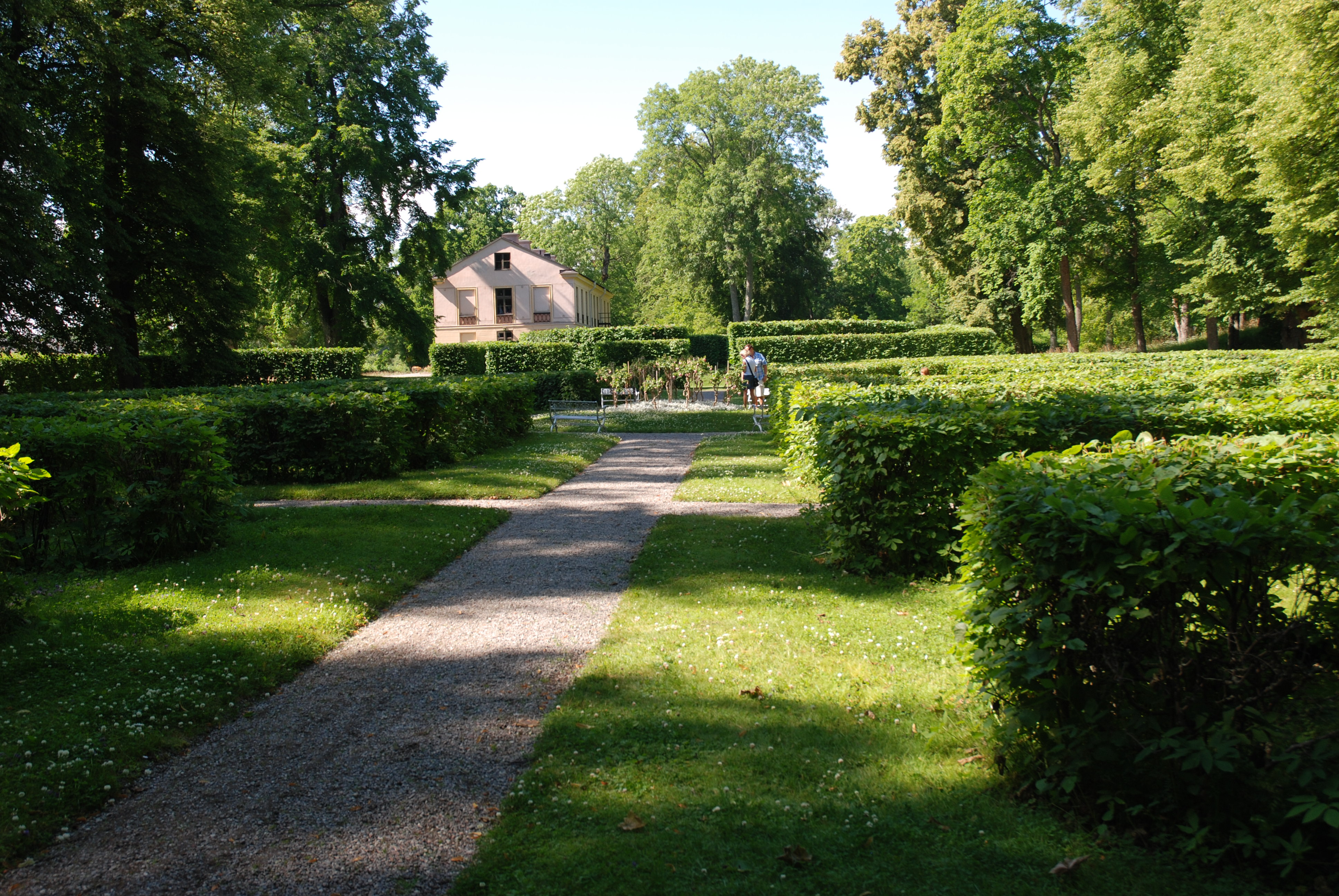
Parkens stjärnboské
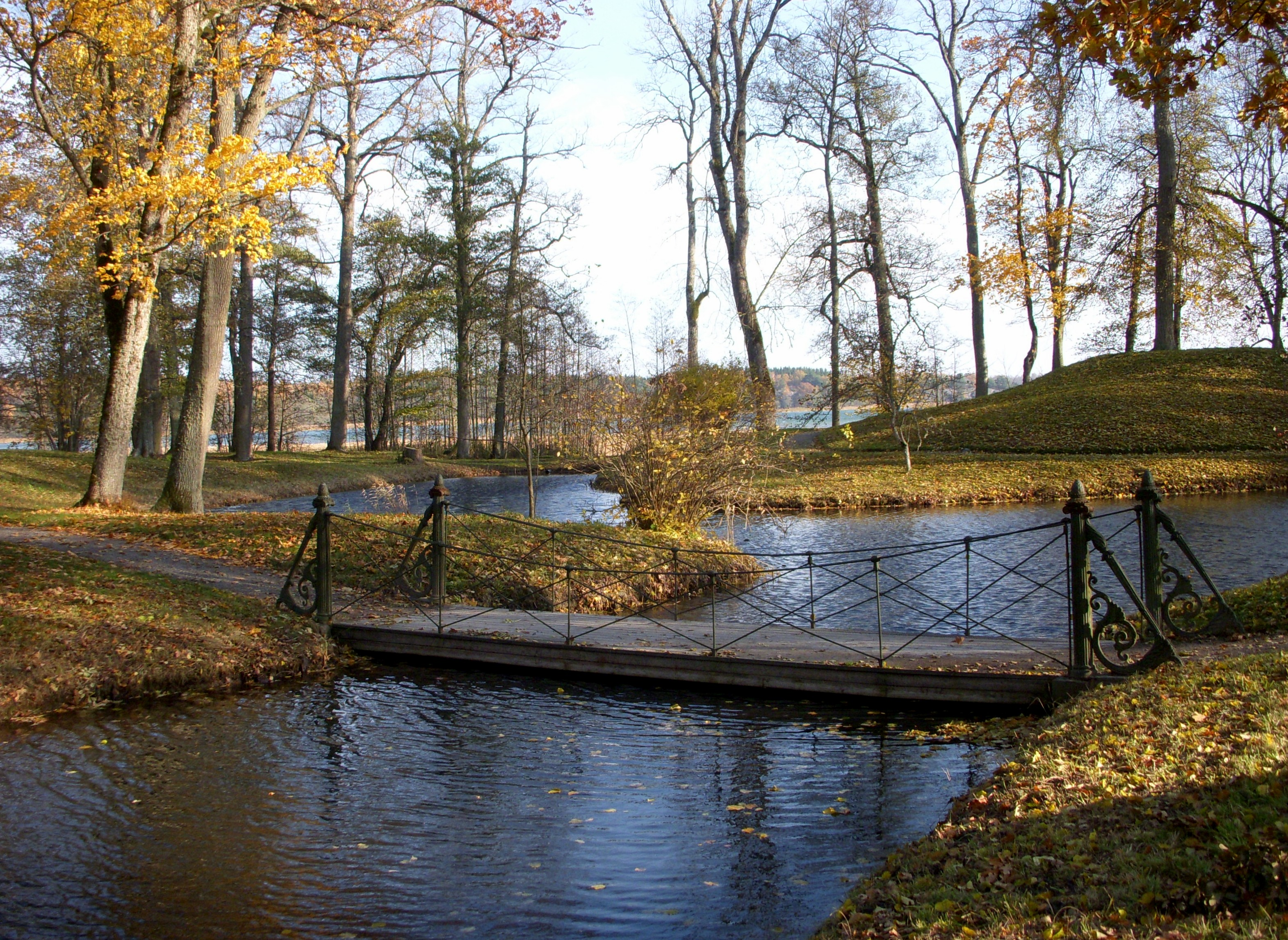
Slottets engelska park

### Detaljer

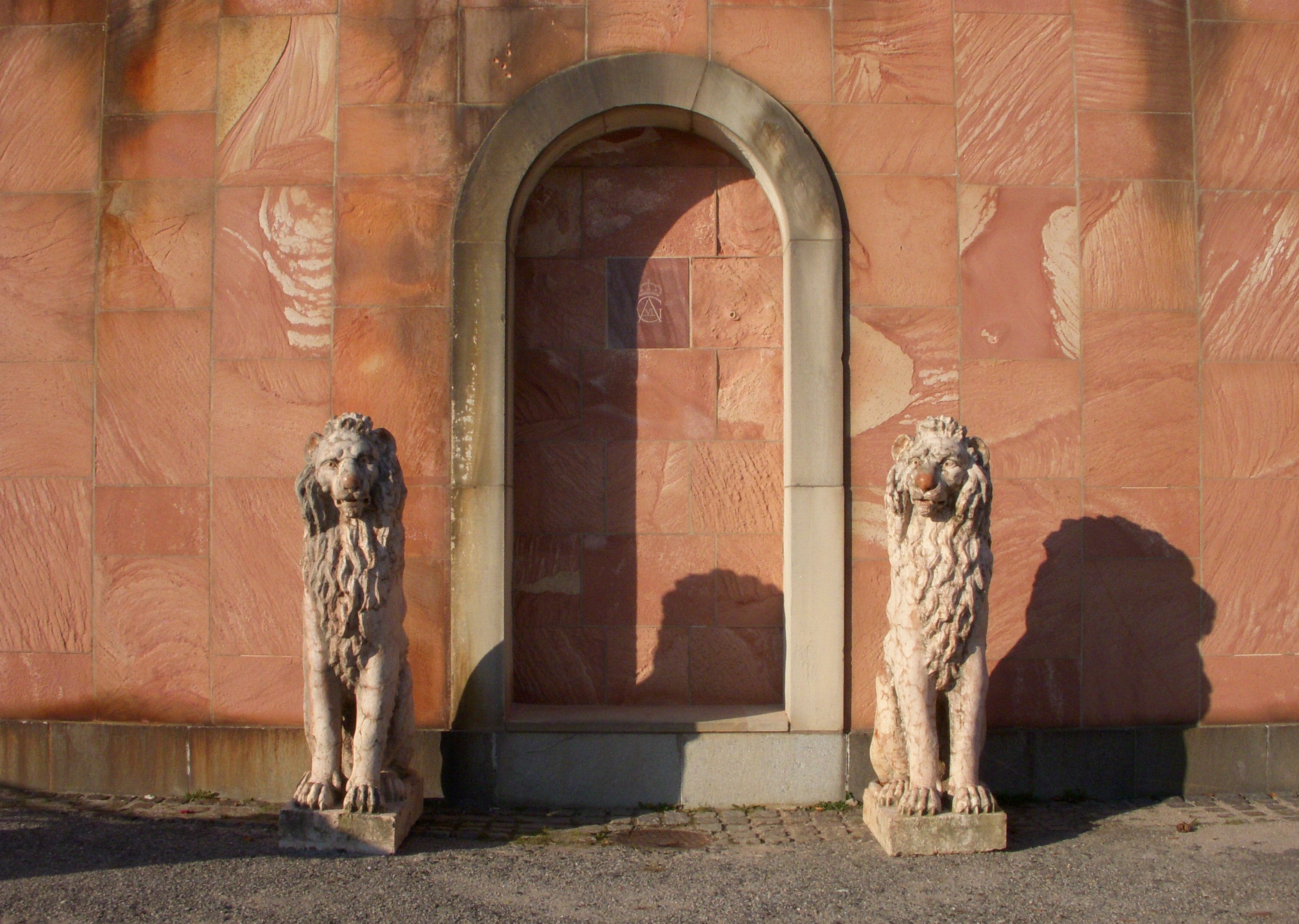
Lejonen
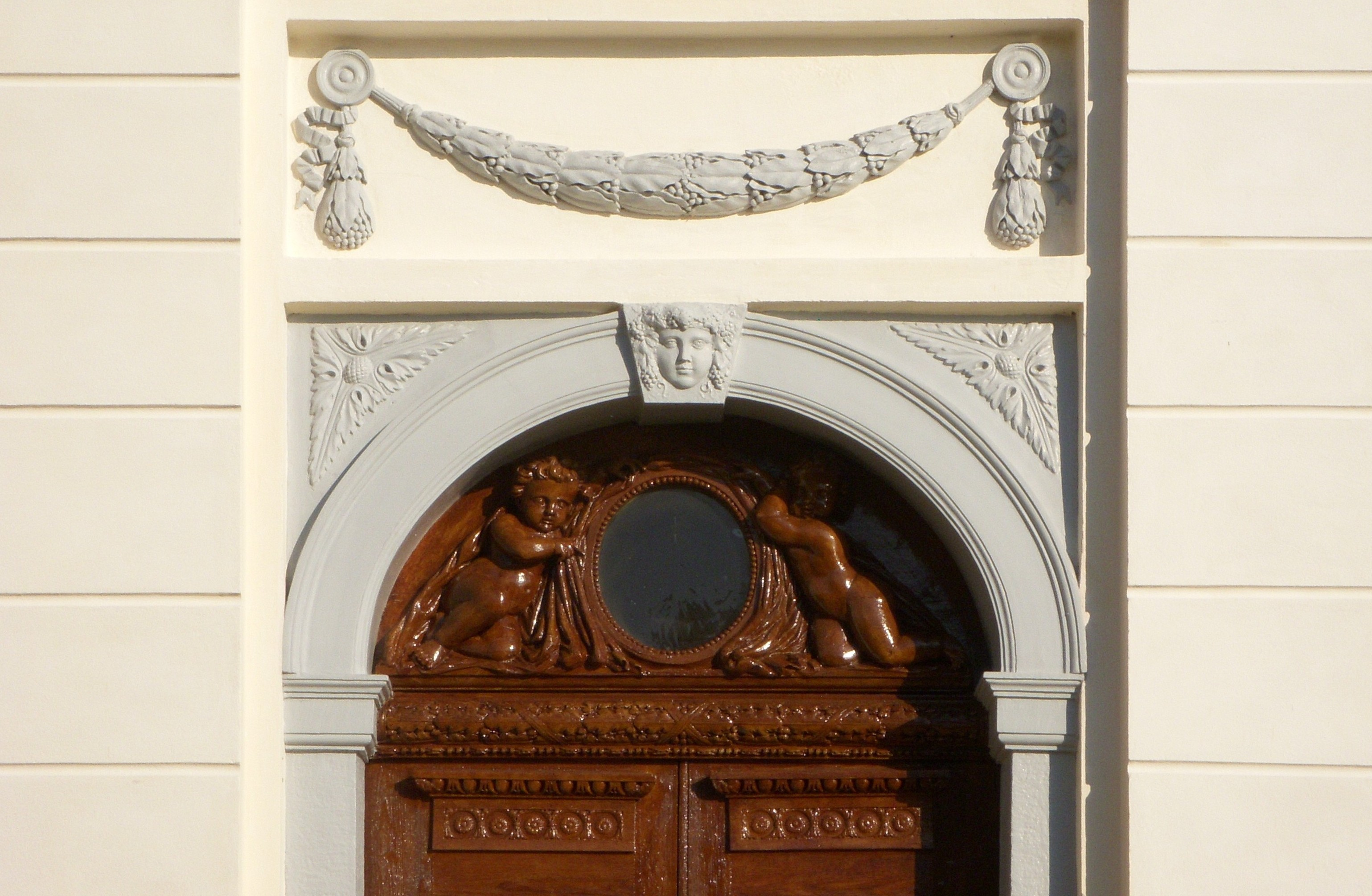
Nyrenoverad portal
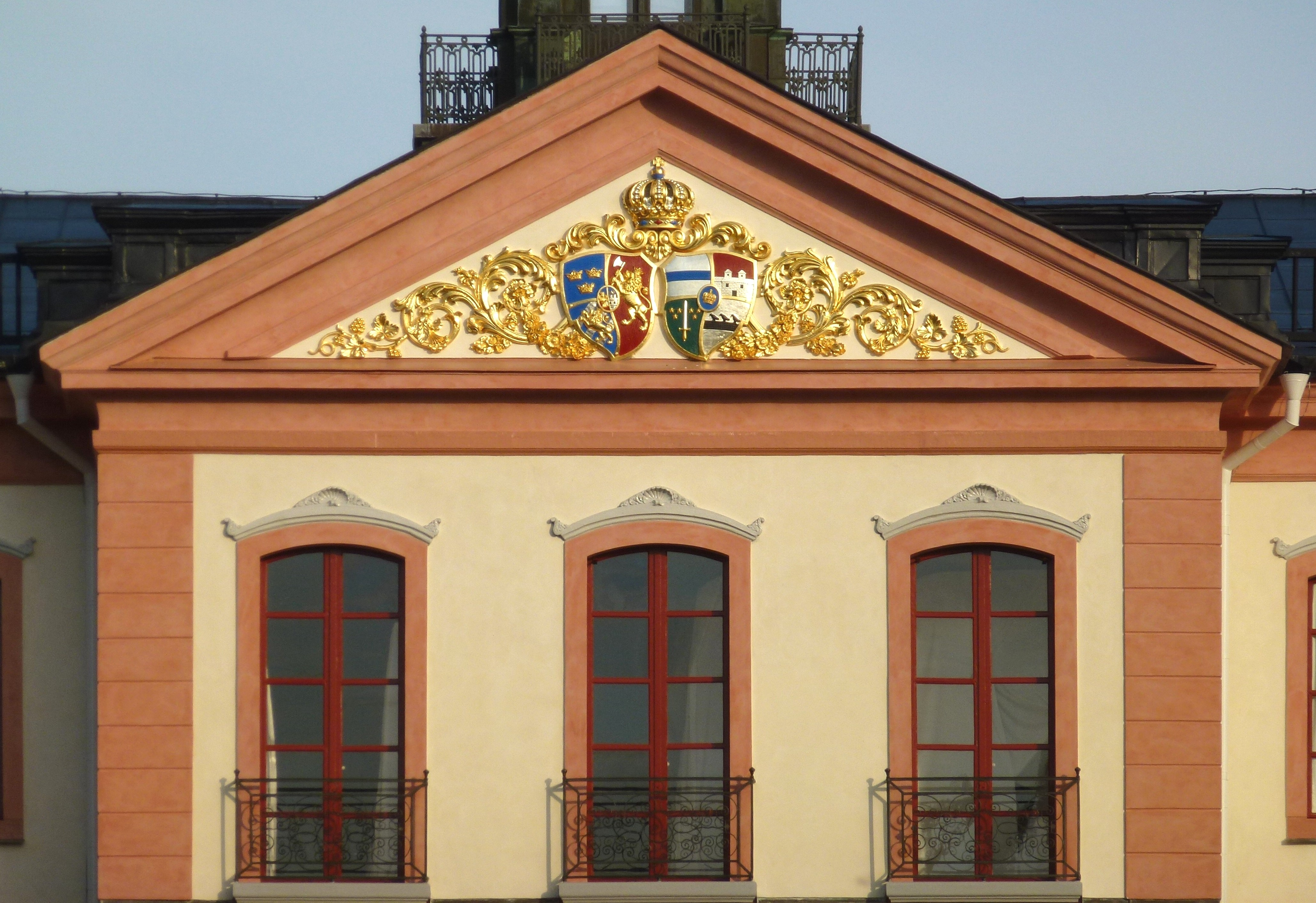
Tympanon med vapenmotiv
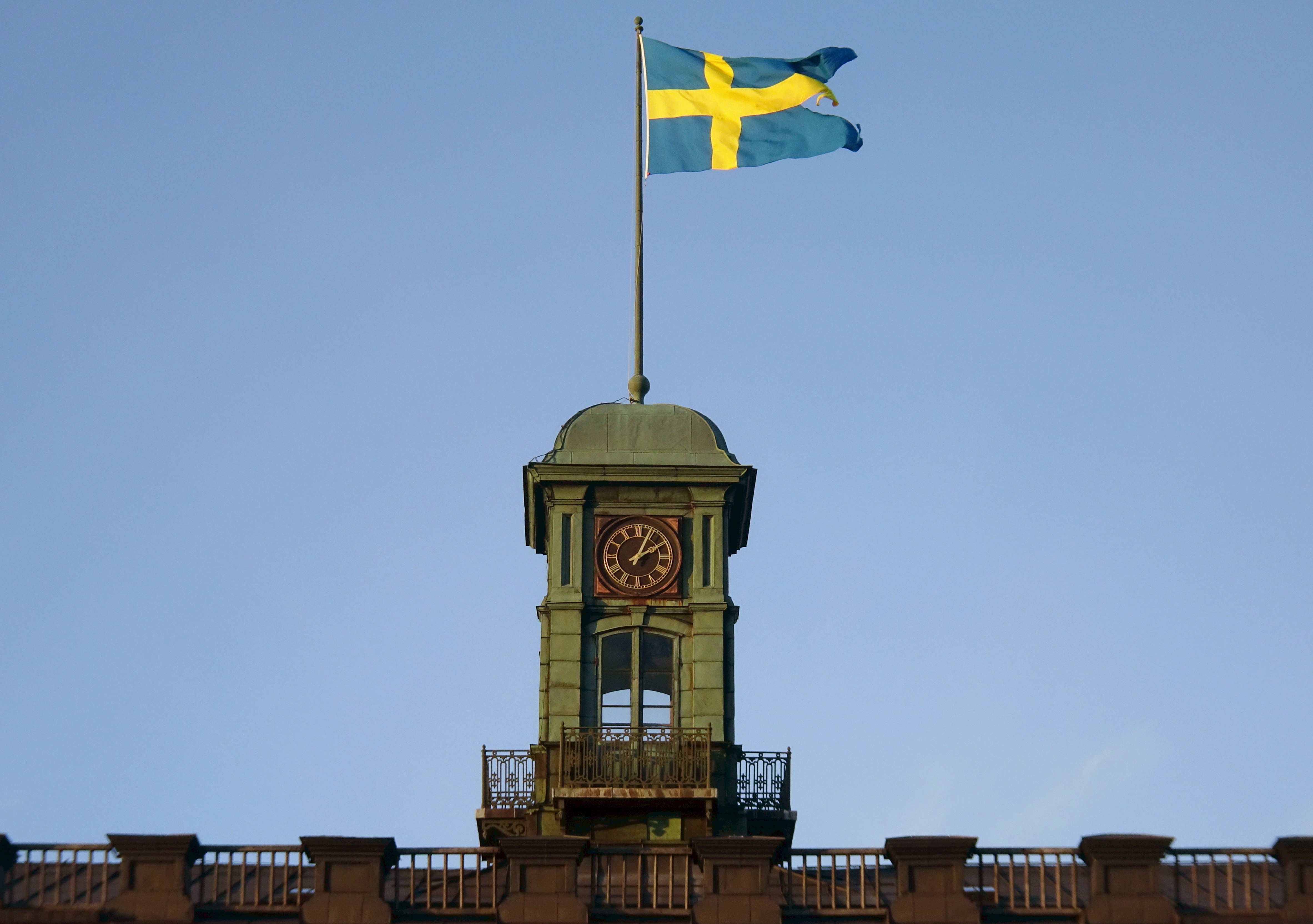
Tornuret
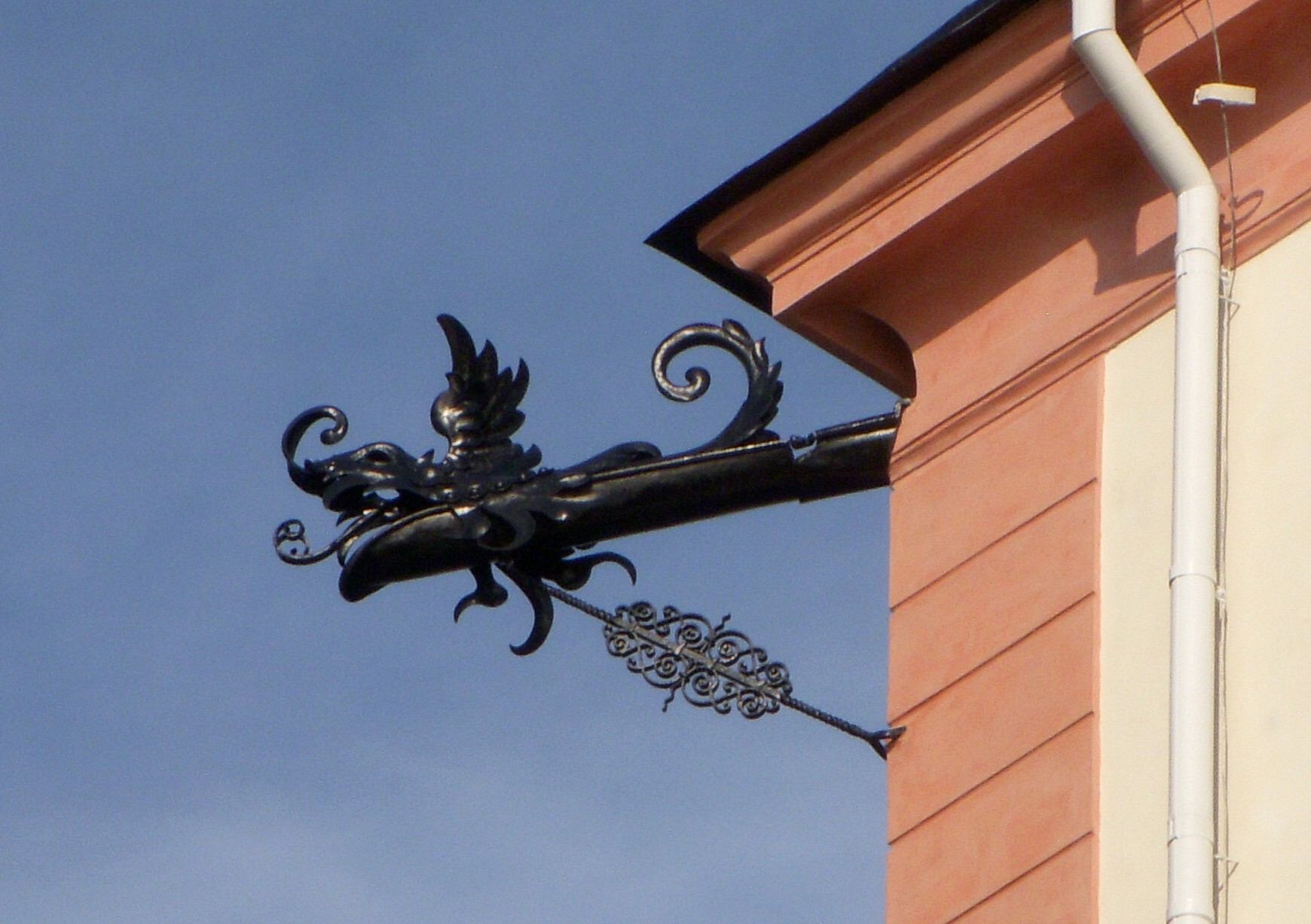
Takspygatt

## Övriga byggnader och anläggningar i urval

### Bellevue och husen vid allén
Gården Bellevue (sköna utsikten) ligger vid den tidigare grindstugan, där den två kilometer långa lindallén leder från gamla landsvägen ner mot Tullgarns slott. Huset uppfördes omkring 1788 på initiativ av hertig Fredrik Adolf för hertigens officiella mätress Sophie Hagman. Senare användes huset som sommarnöje av Sofia Albertina. Sofie Hagman hade en bostad även i Lilla Kina vid Kina slott. Sofia Albertina bodde här flera gångar för att "dricka brunn". Där allén och landsvägen idag korsar varann fanns då en välsmakande källa, där även slottet hämtade sitt färskvatten.
Nedanför Bellevue låg Tullgarns grindar som uppfördes samtidigt med Bellevue. Här fanns fram till 1870-talet två likadana grindstugor eller vaktstugor. Numera är enbart den norra kvar. Det finns även en uthuslänga bevarad som tillhörde Bellevue. Den är byggd i liggtimmer och bestod av två delar. I den norra delen fanns ett rum och kök, medan den södra delen innehöll stall för hästar och nötkreatur.

### Drottning Victorias stall
Intill Tullgarns Värdshus ligger den före detta stallbyggnaden. Efter att Oscar I tillträdde tronen behövdes ett kavaljershus och ett större stall. Tidigare var nuvarande Kavaljershuset slottets stall. Nuvarande stallanläggning är en nybyggnad från 1844–1846 som ritades av Georg Theodor Chiewitz. Stallets gavelportar, fönsterramar och hela spiltinredning är tillverkade av gjutjärn och levererades från Brevens bruk. Frontespisen med tre stora portar mot vägen är en tillbyggnad från 1856. Namnet härrör från Victoria av Baden, kung Gustaf V:s hustru.

### Kavaljersflygeln
Vid nordöstra sidan om huvudaxeln står Kavaljersflygeln eller Kavaljershuset. Byggnaden fick sitt nuvarande utseende på 1840-talet under Oscar I med Georg Theodor Chiewitz som arkitekt. På platsen fanns en tidigare stallbyggnad som byggdes om och inreddes med gästrum för hovets kavaljerer, och inrymde senare tjänstgörande hovpersonal då kungligheter vistades på slottet. Då Gustav VI Adolf inte hade samma koppling till Tullgarn som sin far, beslutade han under 1960-talet att låta använda huset som semesterhem för hovets anställda.

### Orangeriet
Tullgarns orangeri ligger i parkens norra del. Byggnaden tillkom under Oscar I:s tid (därav namnet) och ritades av arkitekt Georg Theodor Chiewitz. Orangeriets mittenparti är utformat som en oktogon rotunda med taklanternin som bärs upp av åtta marmorkolonner. Orangeriet var i bruk till 1950 och har sedan dess renoverats ett flertal gånger. De rika fasaddekorationerna finns dock inte kvar längre. Numera disponeras orangeriet av Tullgarns Värdshus och innehåller ett kafé med presentbutik och konstutställning.

### Övriga byggnader i parken

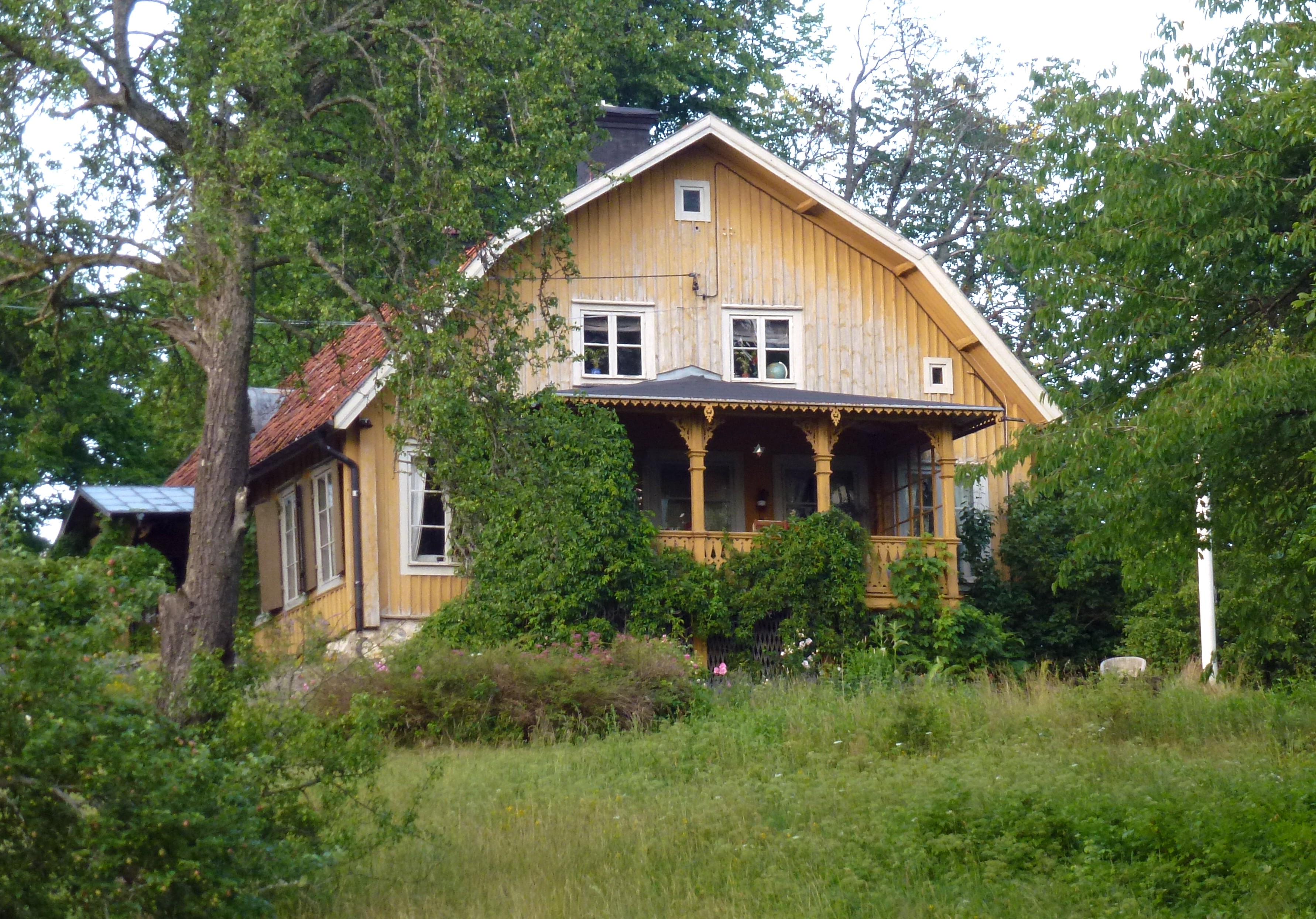
Gården "Bellevue" ligger längst i norr.
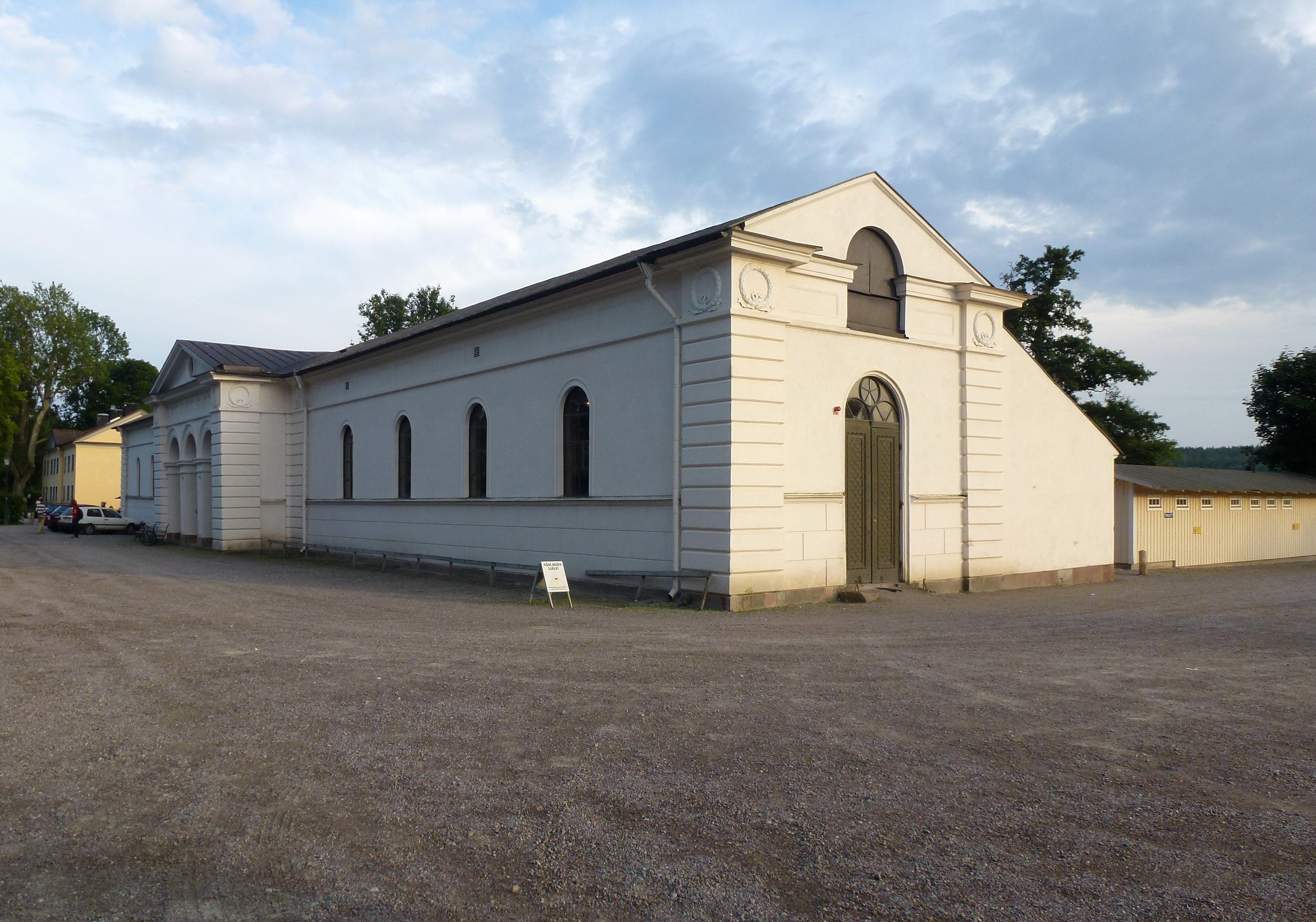
Stallets fasader mot norr.
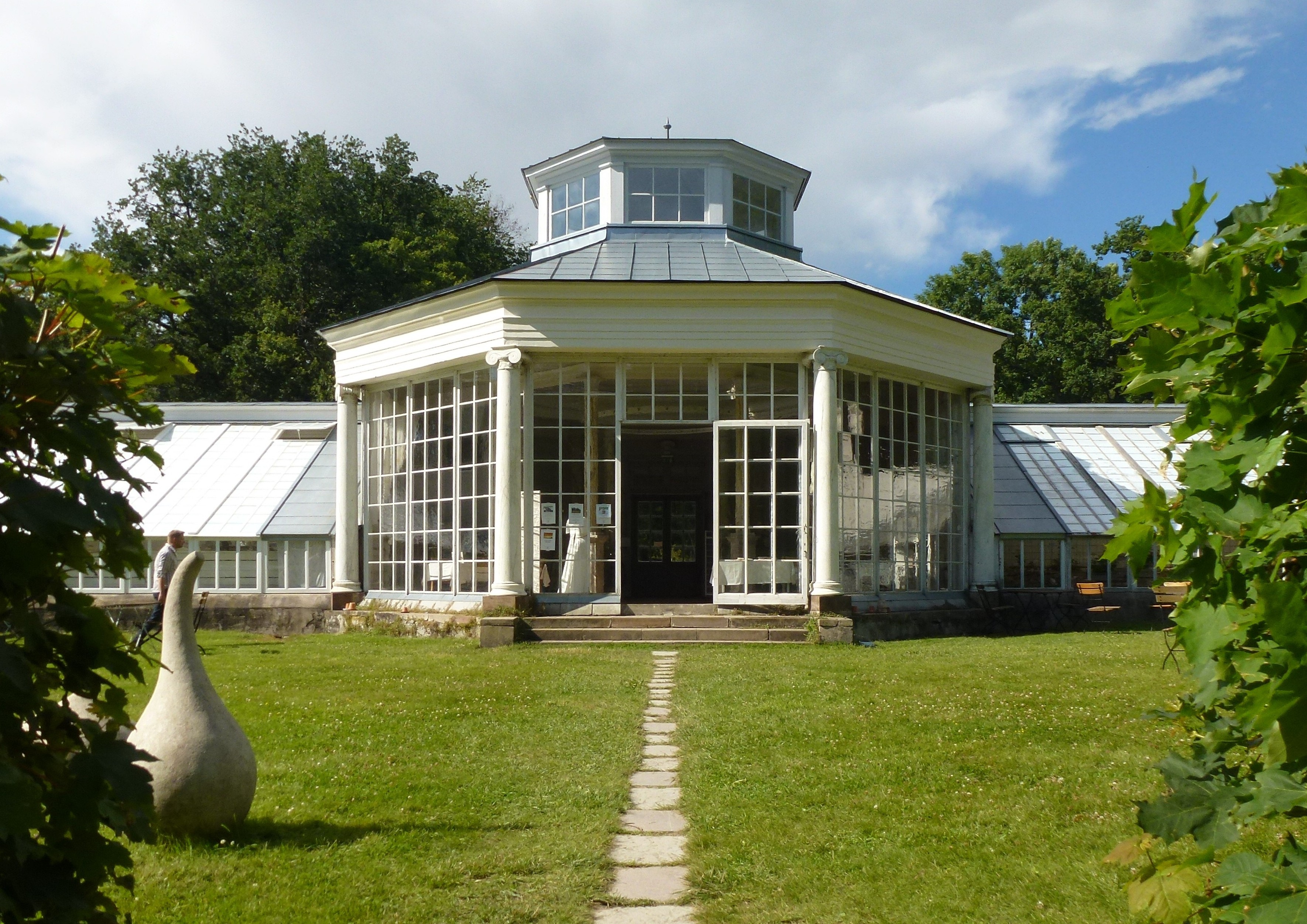
Oscar I:s orangeri.
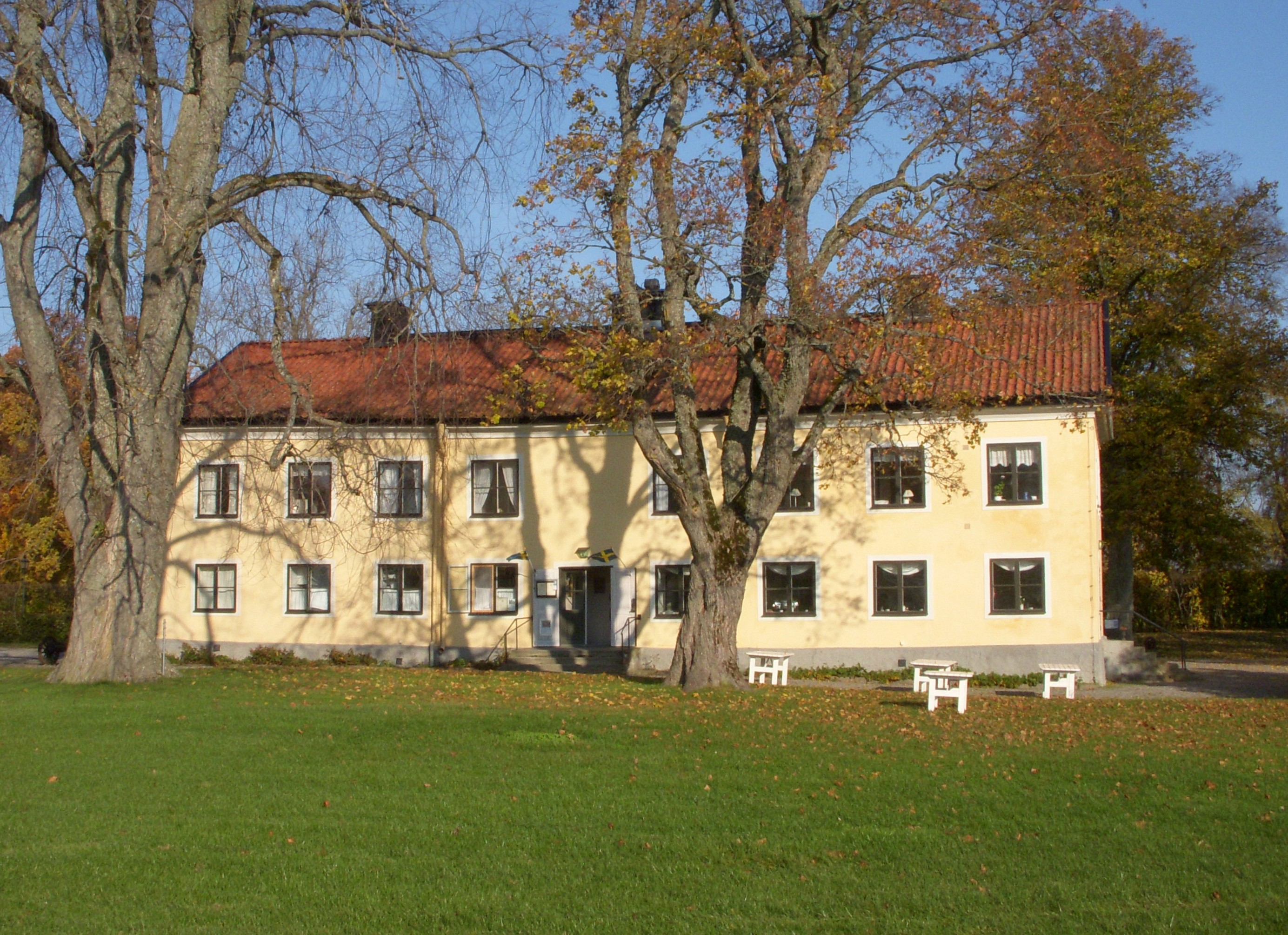
Tullgarns Värdshus.
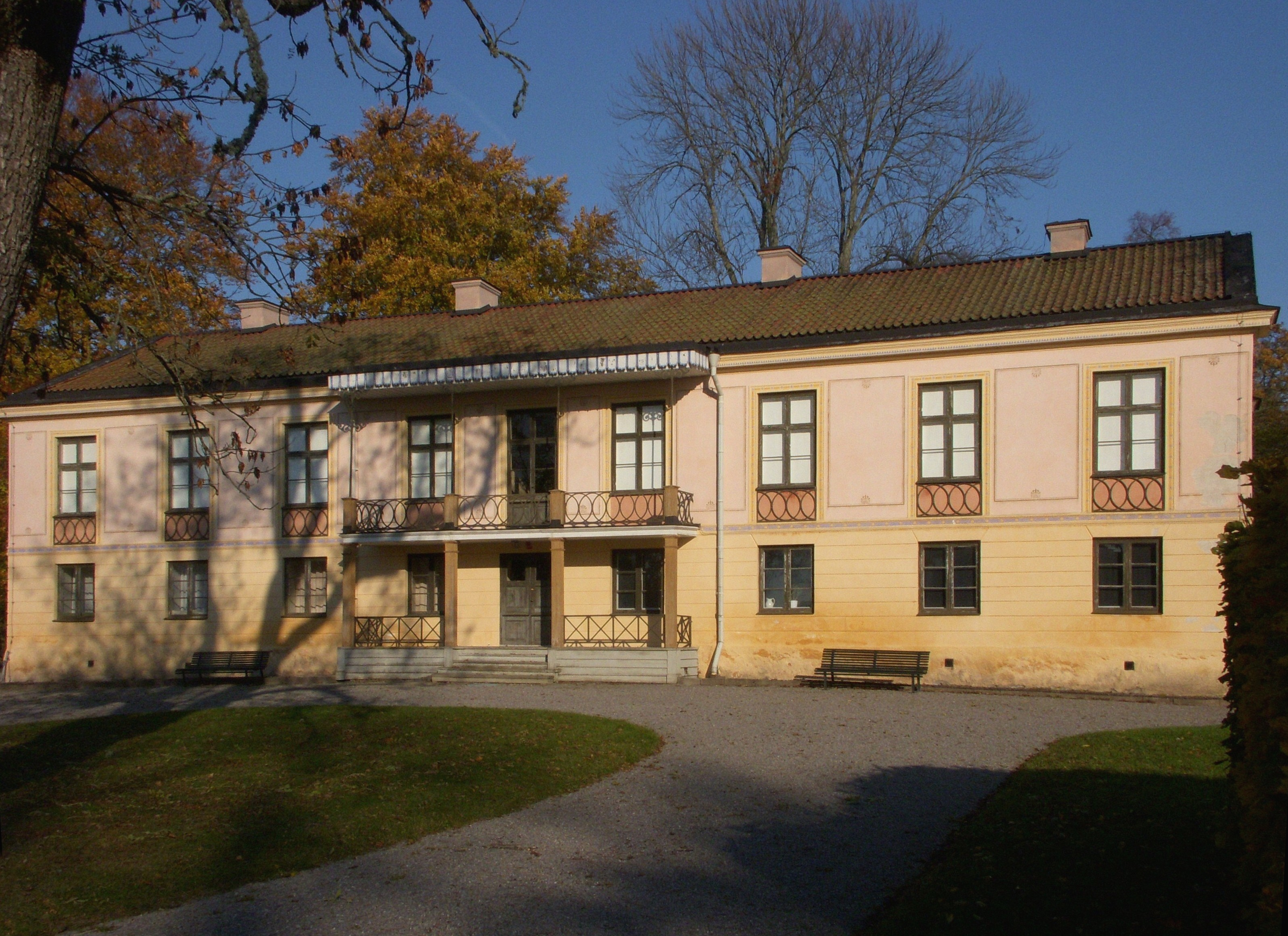
Kavaljersflygeln.

### Tullgarns Värdshus
Mittemot Kavaljersflygeln ligger Tullgarns Värdshus. Byggnaden tillkom under hertig Fredrik Adolfs tid på 1790-talet som slottsfogdens bostad. Huset har timmerstomme med putsade fasader. År 1845 blev det ett värdshus och sedan 1970-talet är värdshuset öppet för allmänheten. Under 2004 byggdes övervåningen (tidigare krögarens bostad) om till B & B.

### Båthuset och badhuset
Det badhus som finns idag vid slottets brygga är det kvarvarande av två badhus som flankerade bryggan på Gustaf V:s tid. Den ursprungliga bryggan med badhus och båthus ritades 1844 av Georg Theodor Chiewitz. Då hade den tidigare ön “Båtholmen” förenats med fastlandet. Det första badhuset hade badsump, förrum och omklädnadsrum med pompejianska motiv på väggarna. Sedan 1940-talet har bryggan sitt nuvarande utseende. Det båthus som finns intill uppfördes troligen på 1880-talet.

### Tullgarns biologiska dammar
Tullgarns biologiska dammar är en vattenreningsinläggning som Statens fastighetsverk driver sedan 1996 på slottsområdet. Enligt verket kan anläggningen kontinuerligt rena avloppsvattnet från 150–200 personer per dag. Dammanläggningen är vackert utformad med vattentrappor och promenadstigar. Den är tänkt att vara ett första steg mot en kretsloppsanpassning av hela Tullgarnsområdet.

### Övriga anläggningar

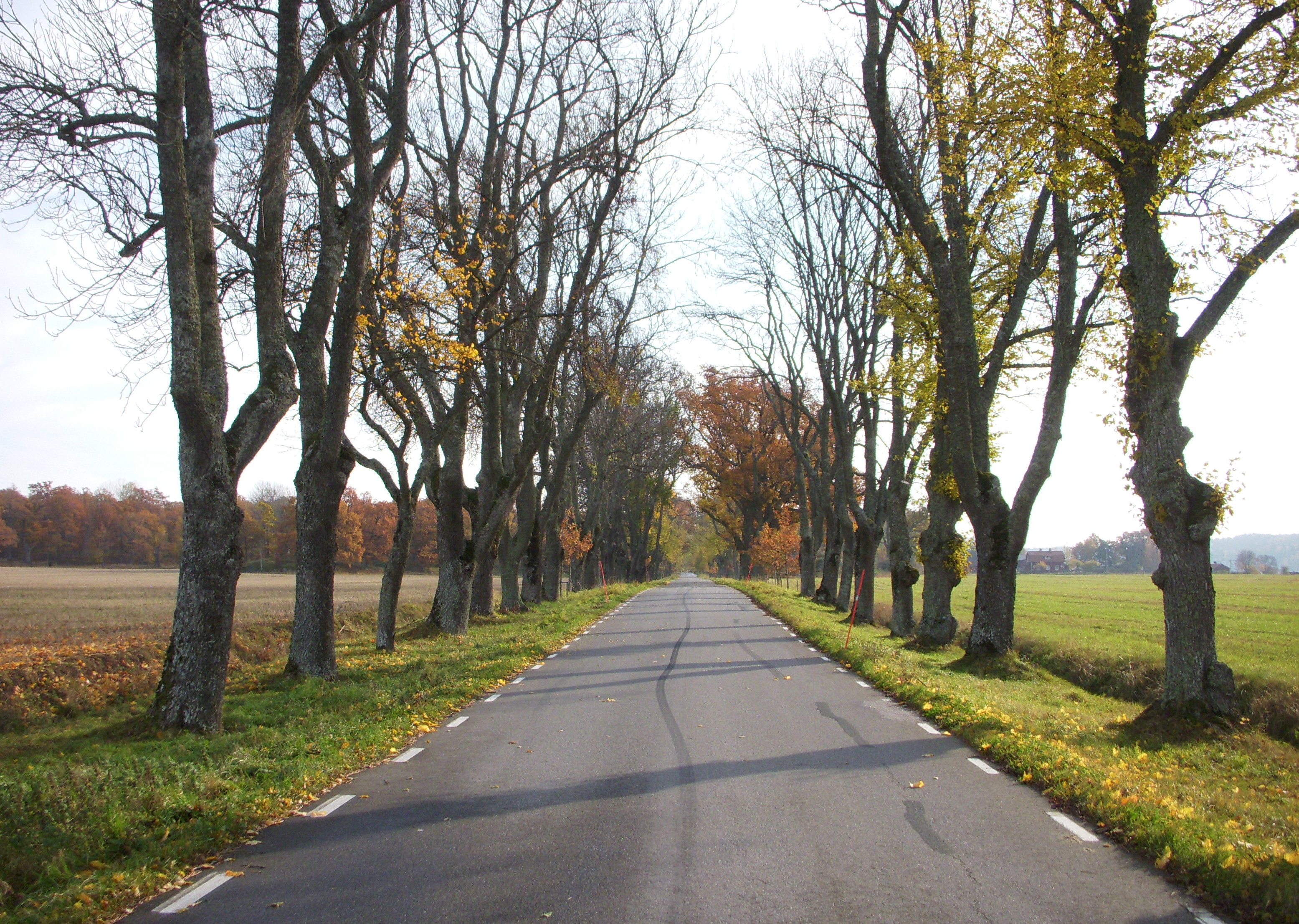
Tullgarns allé
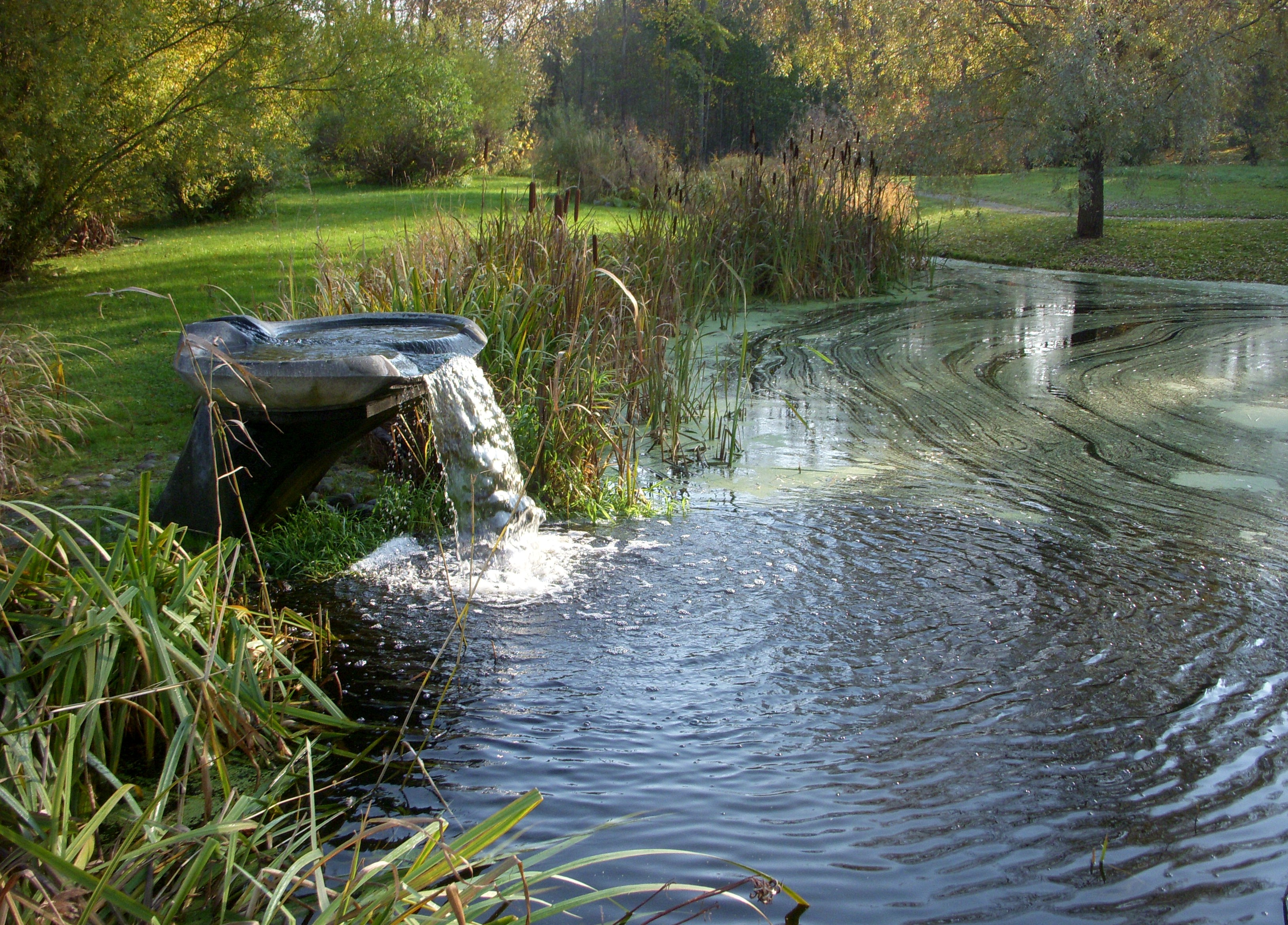
Tullgarns biologiska dammar
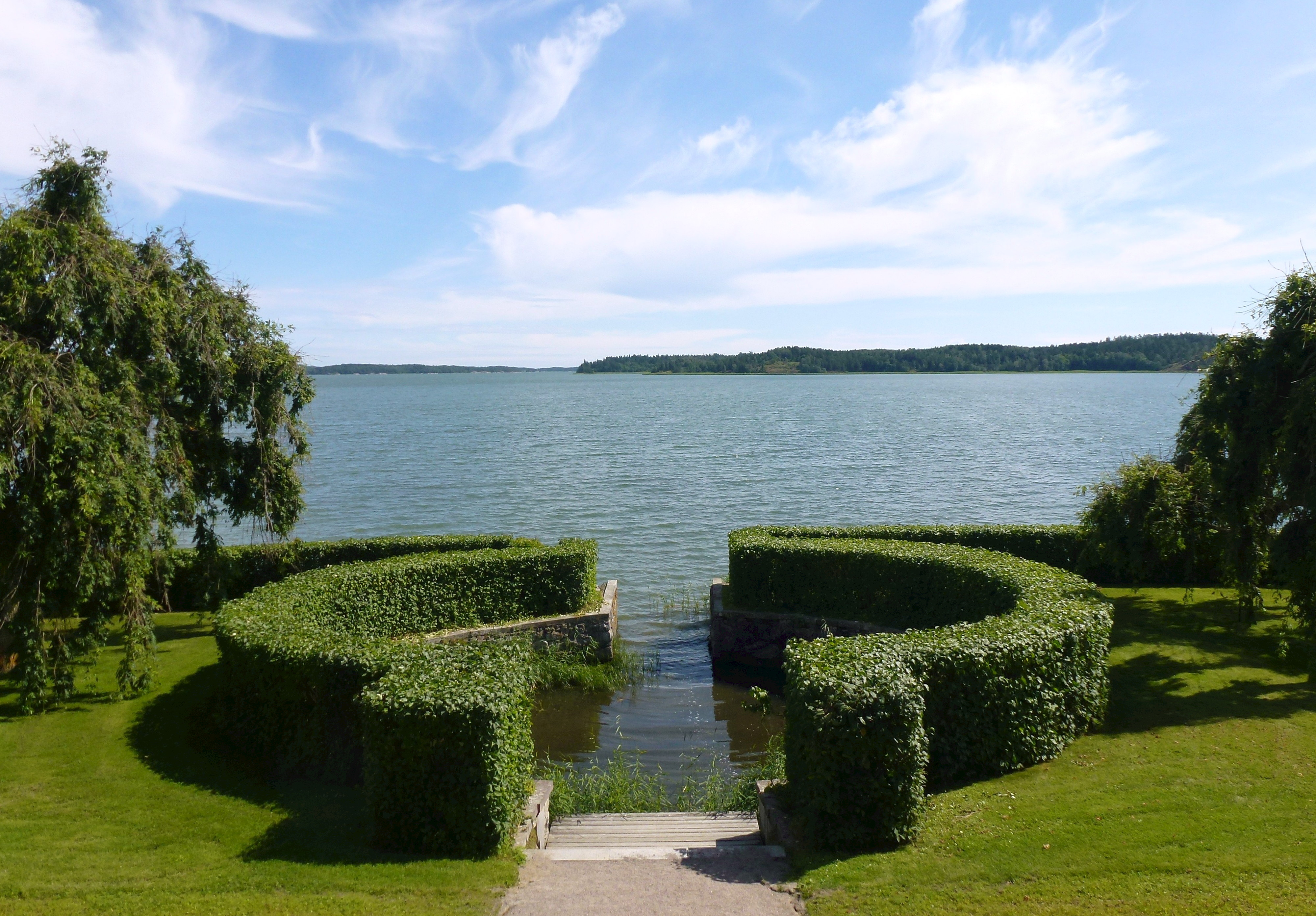
Hamnen
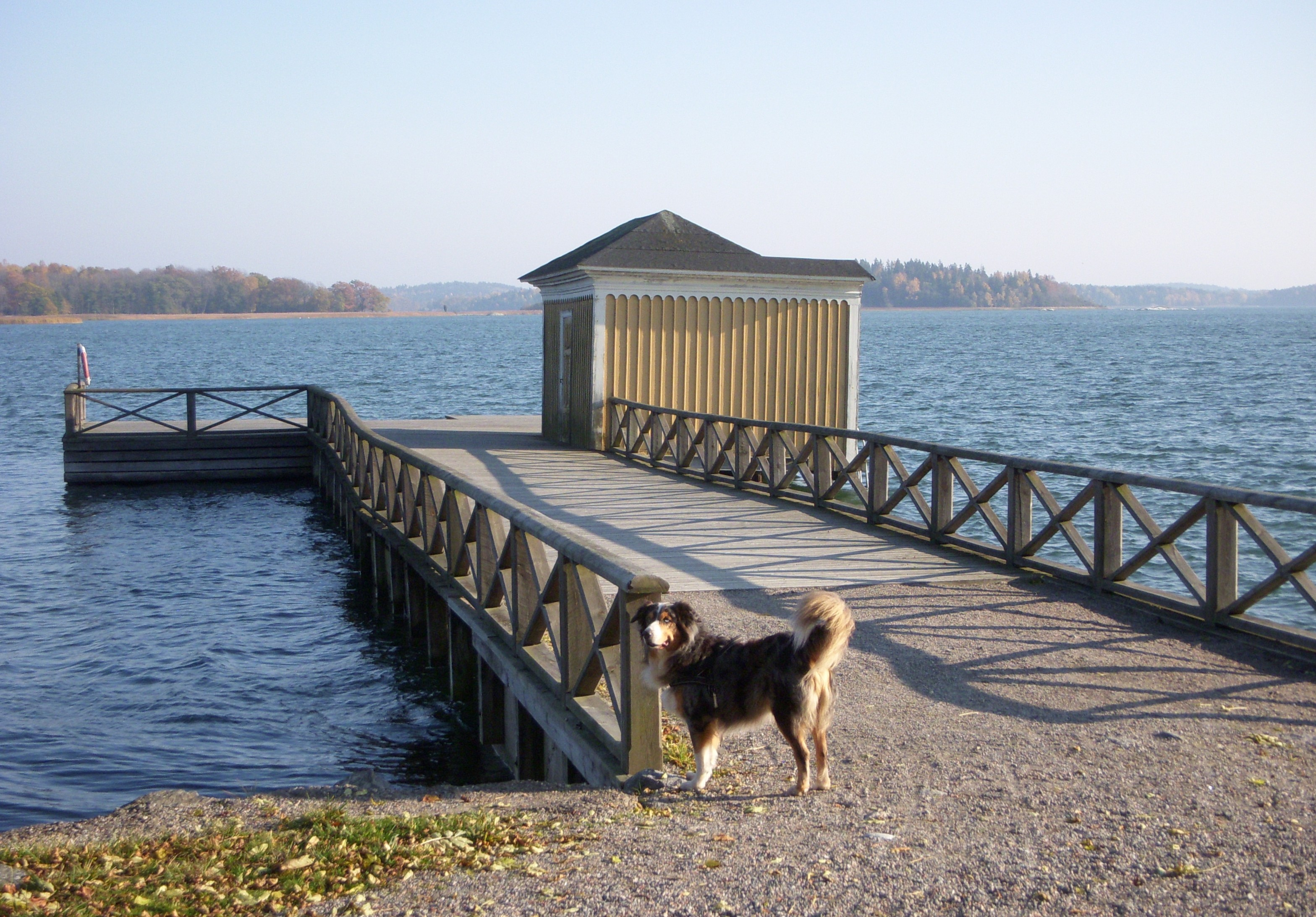
Bryggan och badhuset
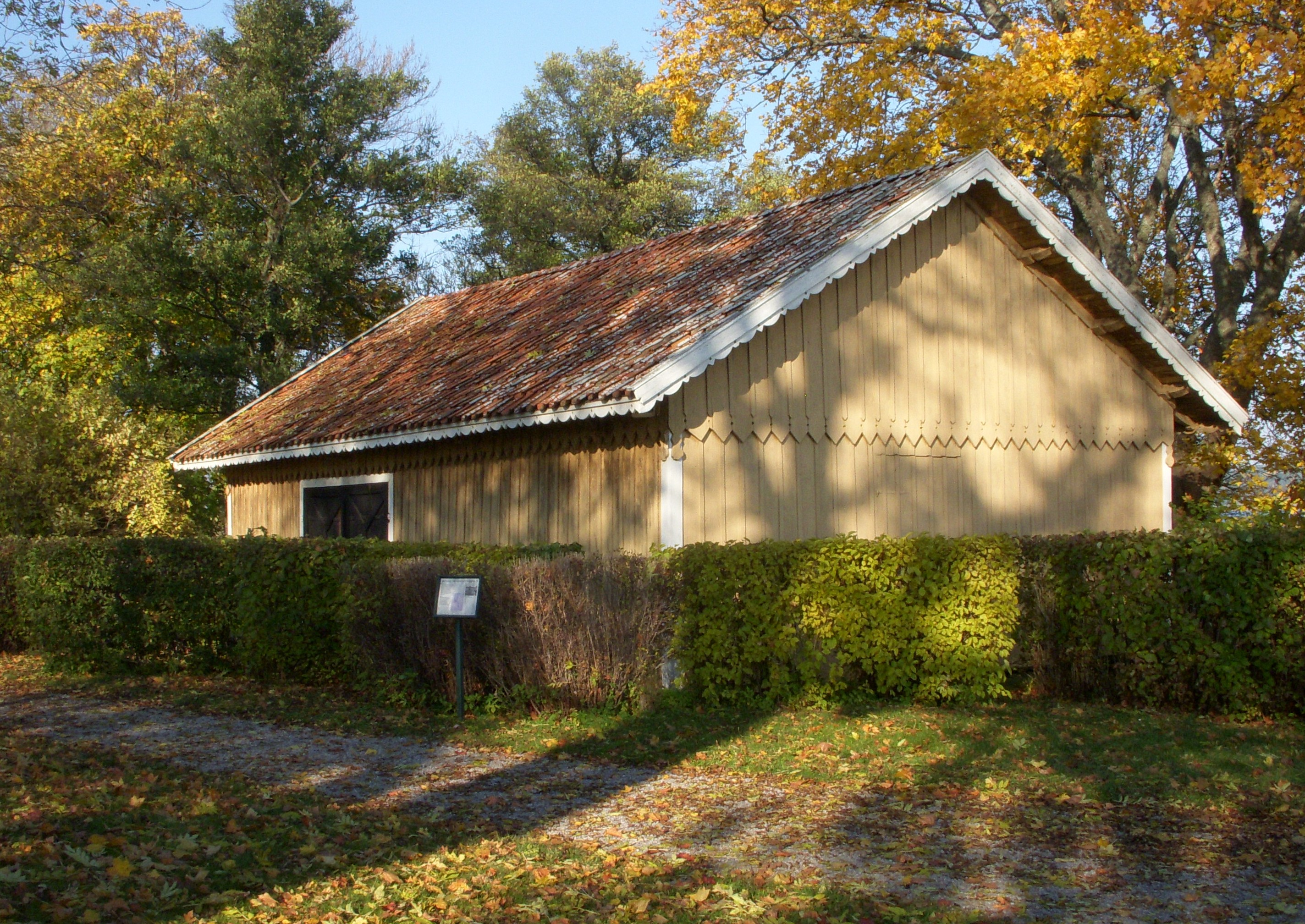
Båthuset